# Dresdner Brückenstreit

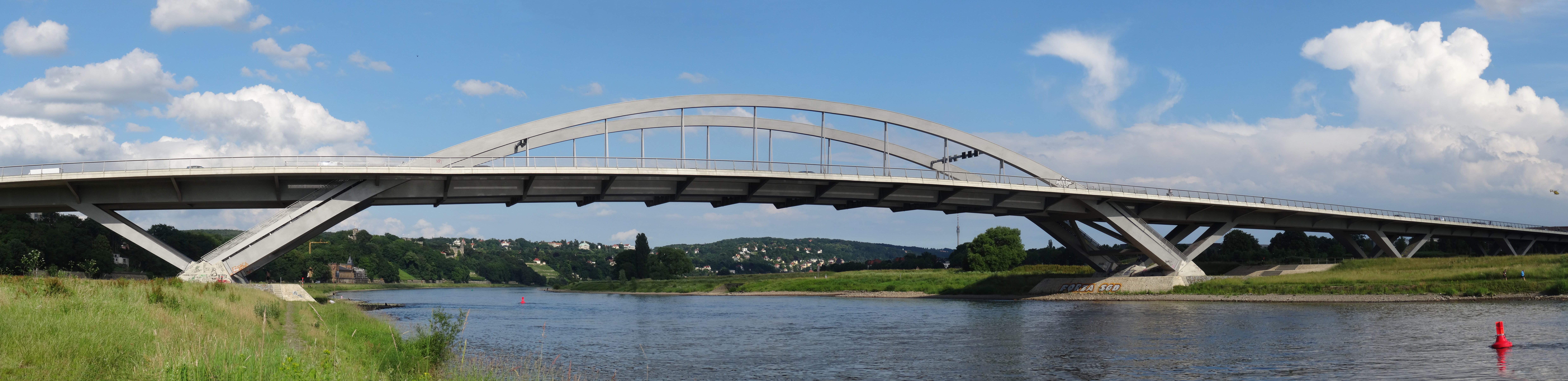
Fertiggestellte Waldschlößchenbrücke mit ihrem, laut Stellungnahme des Bunds Deutscher Architekten (BDA) von 2007, „auffallend plumpen Brückenkörper“.

Als Dresdner Brückenstreit wird die ab Mitte der 1990er Jahre entbrannte Kontroverse um die Errichtung einer zusätzlichen Elbequerung in Dresden bezeichnet. Die Auseinandersetzung betrifft den vierspurigen innerstädtischen Verkehrszug Waldschlößchenbrücke, der – 1996/97 beschlossen und projektiert – zwischen 2007 und 2013 errichtet wurde.
Ein Bürgerentscheid im Jahr 2005 ergab eine Zweidrittelmehrheit zugunsten des Vorhabens, konnte den Brückenstreit aber nicht beilegen. Dieser ging weiter und gipfelte in der europaweit bis dahin einmaligen Aberkennung des Welterbetitels für die Kulturlandschaft Dresdner Elbtal am 25. Juni 2009.

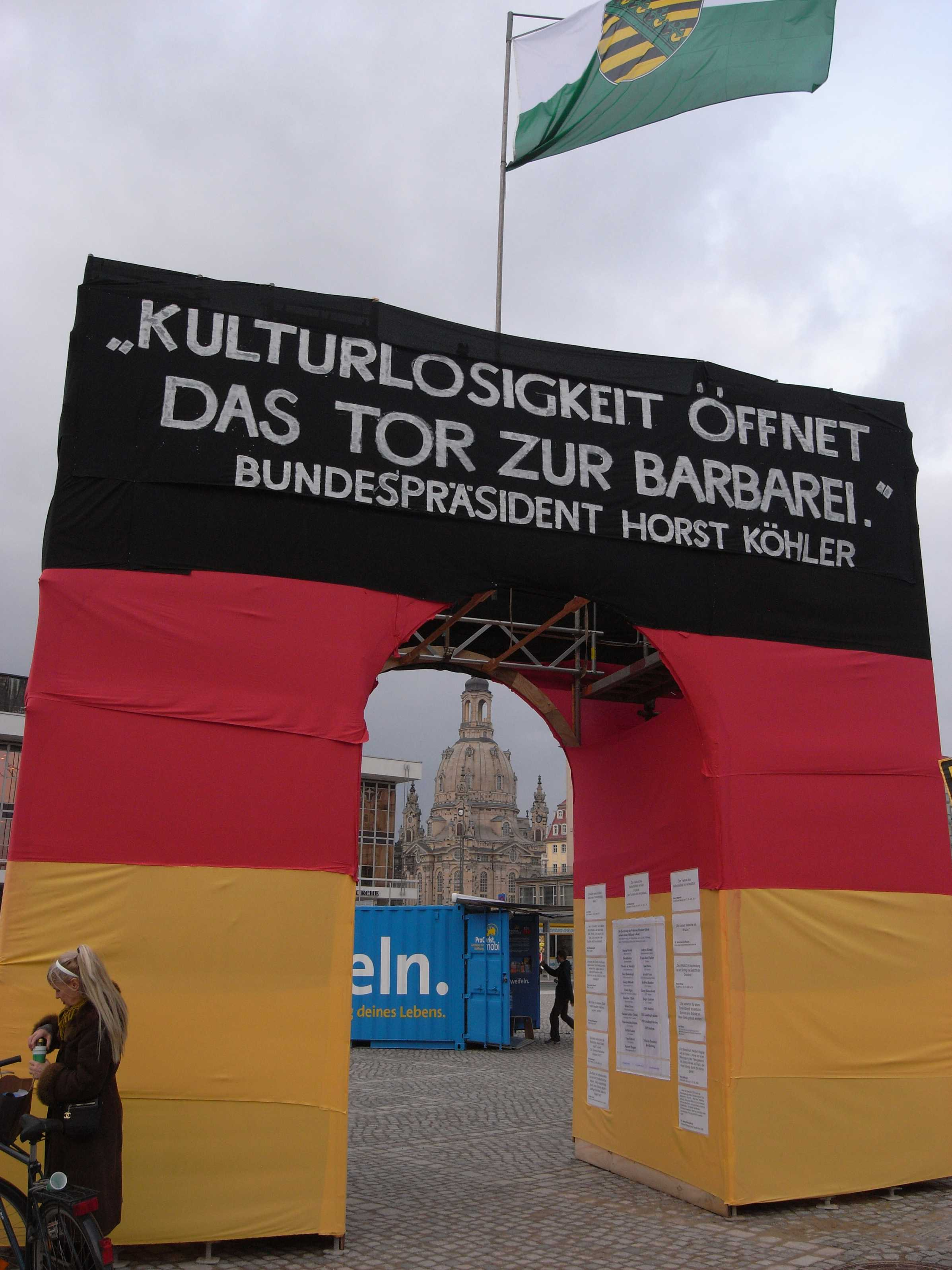
Aktion mit Gegenüberstellung öffentlich geäußerter Meinungen (März 2009, Dresdner Altmarkt)

## Vorgeschichte

### Frühere Pläne

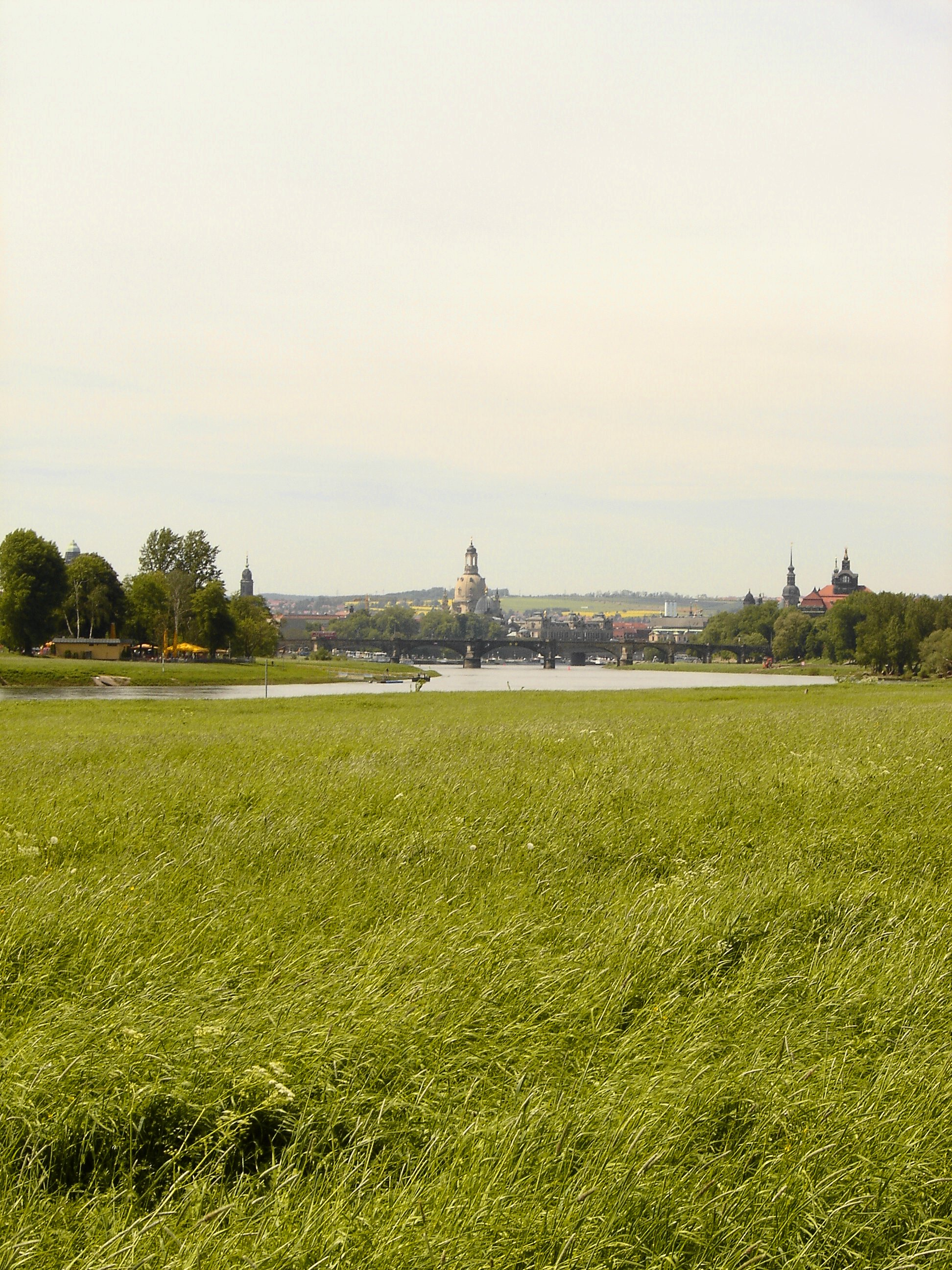
Elbwiese südwestlich des vorgesehenen Brückenstandorts im Jahr 2006

Ideen für eine Elbbrücke am Waldschlösschen gab es schon mehr als 100 Jahre vor dem Brückenstreit, sie wurden jedoch zunächst aus ästhetischen oder finanziellen Gründen nicht umgesetzt. Der radiale Schluss des Straßennetzes an dieser Stelle ist – wie ein Gutachten der RWTH Aachen feststellt – weder geschichtlich noch morphologisch „ohne weiteres“ abzuleiten: Die konzentrische Struktur der Stadt sei kein Resultat einer bandartigen Entwicklung in der Elbtalweitung, sondern gehe auf einen „Bauzonenplan“ von 1862 zurück, der ein unkontrolliertes Wachstum der Stadt in die Umgebung zu verhindern suchte und den „Inneren Environweg“ (environner, frz. umgeben, umringen; er entsprach dem späteren 26er Ring der Straßenbahn) als Begrenzung der Stadt darstellte.
Die Planer waren sich einig, dass der Ruhm Dresdens als eine „der schönsten Städte“ nur gewahrt werden könne, wenn die „freundliche Seite“ der Stadt „mit der Promenade zum Großen Garten und dem schönen Ausblick auf die Loschwitzberge“ offen gehalten würde. Ein Ansinnen der Johannstädter, die sich eine Fußgängerbrücke zum Wandern in der Dresdner Heide wünschten, wurde 1900 wegen „Bedenken ästhetischer Art“ von den Stadträten abgelehnt. Die Stadt erwarb die Waldschlösschenwiese, um sie als Erholungsfläche zu sichern, und erließ ein Bauverbot.
Spätere Stadtplanungen hielten sich eine Querung am heutigen Thomas-Müntzer-Platz (stromabwärts) offen, welche mangels Verkehrsaufkommen nicht in konkrete Planungen überführt wurden. 1934 bis 1937 erfolgten Untersuchungen zu einem weiteren Brückenbau, und 1937 sah der Hauptverkehrsplan eine Brücke am Waldschlösschen vor. Diese Planung wuchs in der DDR 1967 auf sechs Fahrspuren und bis 1978/79 auf eine Brücke mit acht Fahrspuren an, die mit Autobahnkreuzen angebunden werden sollte, „um Wohngebiete im Norden und Osten der Stadt zu verbinden“. 1988 beschloss das Ministerium für Verkehrswesen der DDR, ab 1990 nach dem Entwurf des VEB Autobahnbaukombinats eine vierspurige Brücke mit kreuzungsfreien Knotenpunkten zu realisieren, wozu es durch die deutsche Wiedervereinigung nicht mehr kam.

### Verkehrssituation um 1990
Mit der Wiedervereinigung Deutschlands erhöhte sich der PKW-Bestand – und damit das Verkehrsaufkommen – erheblich, und der auf der Straße abgewickelte Schwerlastverkehr nahm wesentlich zu. Als besondere Schwachpunkte auf dem Dresdner Stadtgebiet erwiesen sich die Tatsachen,
- dass der gesamte zwischen den Autobahnen A 4 und A 13 und der tschechischen Grenze abzuwickelnde Transitverkehr über die B 170, die Innenstadt und deren Elbbrücken passieren musste (dies änderte sich erst nach Fertigstellung des ersten Bauabschnitts der stadtumfahrenden A 17 im Dezember 2005) und
- dass der gesamte elbquerende Verkehr auf Neustädter Seite in einem nur etwa 700 m breiten Bereich um den Albertplatz zusammenlief, der dafür nicht ausgebaut und somit zu den Spitzenzeiten überlastet war.

## Standort- und Variantenuntersuchung

### Erwogene Standorte
Die anfänglichen Untersuchungen zu großräumigen Alternativen betrafen folgende Standorte (hier sortiert in Ost-West-Richtung):
| Quelle                 | Brücke                  | Straßen-Anbindung (Nord/Süd)        | Vorteile | Nachteile |
| ---------------------- | ----------------------- | ----------------------------------- | --- | --- |
| Mehrbrückenkonzept 2   | Laubegast–Niederpoyritz | Pillnitzer Landstraße/Liehrstraße   | - starke Entlastung für Blaues Wunder - neue Verknüpfung mit großem Abstand zur nächsten Elbquerung | - Pillnitzer Landstraße ist einziger Zubringer auf Nordseite                                                                  |
| Verkehrskonzept 1994 1 | Waldschlösschen         | Stauffenbergallee/Fetscherstraße    | - sehr leistungsfähig durch Anbindung an wichtige Hauptstraßen - Option für Straßenbahn 4 | - sehr breite zu überquerende Elblandschaft                                                                                   |
| Mehrbrückenkonzept 2   | Thomas-Müntzer-Platz    | Diakonissenweg/Thomas-Müntzer-Platz | - Verbindung zwischen dicht besiedelten Quartieren - attraktive Radfahr- und Fußgängerverbindung - Option für Straßenbahn | - Konflikt mit Diakonissenkrankenhaus auf Neustädter Seite (Lärmschutz notwendig) - eingeschränkte Leistungsfähigkeit für MIV |
| Verkehrskonzept 1994 1 | dritte Marienbrücke     | Uferstraße/Weißeritzstraße          | - kreuzungsfreie Anbindung an den Brückenköpfen Leipziger Straße und B 6, einfach realisierbar - gute Verträglichkeit für das Stadtbild, da direkt neben bestehenden Brücken - Verlauf in fast unbewohntem Gebiet - große Entlastung der Innenstadt                                                              | - keine Verkürzung der Abstände zwischen den Dresdner Elbbrücken                                                              |
| Planfeststellung WSB 3 | Erfurter Straße         | Erfurter Straße/Schlachthofstraße   | - Verlauf des Verkehrszuges überwiegend durch Gewerbeareale oder Freibereiche - nur weitere ca. 600 m (Waltherstraße) zur Vervollständigung des Verkehrszuges notwendig - durch Verkehrszug Verknüpfung mit Autobahnzubringern in Richtung Südwest Anschlussstelle Altstadt und Gorbitz - Option für Straßenbahn | - Belastung relativ ruhiger Gebiete im Ostragehege und an den Elbwiesen mit Verkehrsfolgen                                    |

Stadtplanerische Untersuchungen verschiedener Brückenstandorte gab es nur bis 1996, danach nicht mehr wegen der durch Wirtschaftsminister Kajo Schommer ausgesprochenen Förderungs-Beschränkung, und nach deren Aufhebung durch den Amtsnachfolger weiterhin nicht mehr wegen des inzwischen durchgeführten Bürgerentscheids.

### Entscheidung für die Trassierung Waldschlösschen – Fetscherstraße

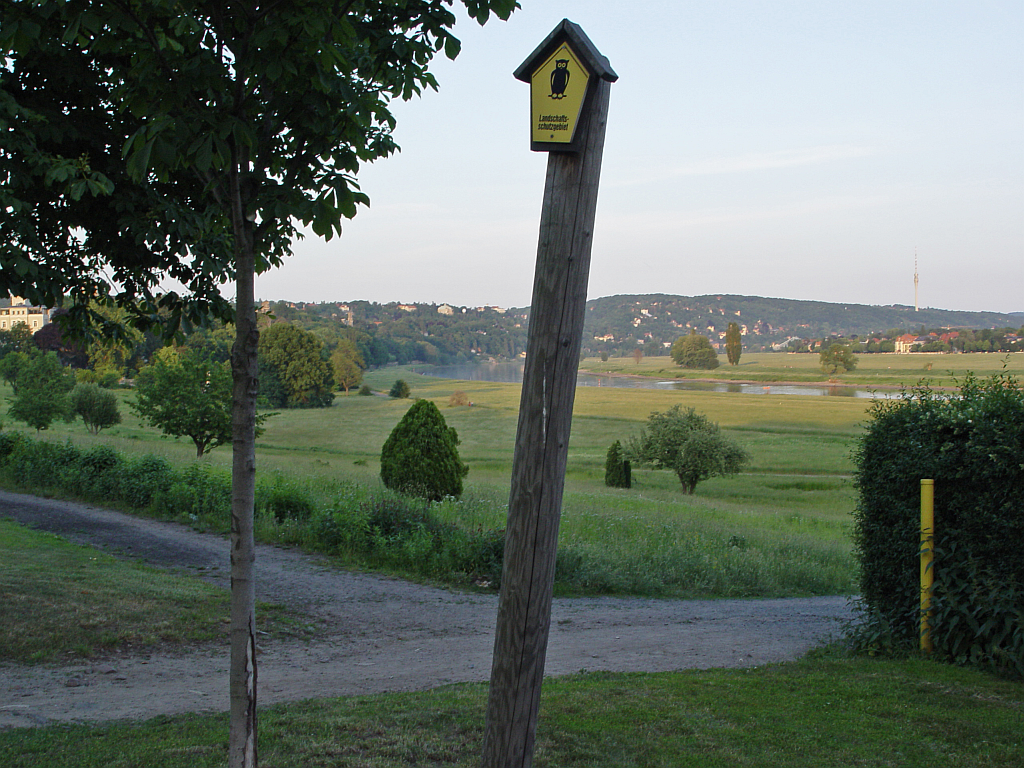
Früherer Ausblick von der Bautzner Straße aus an der heutigen Brücke (weitere Bilder: siehe Artikel Waldschlößchenbrücke)

Das im Januar 1994 beschlossene Verkehrskonzept 1994 stellt zur Waldschlößchenbrücke fest: „Aus Sicht der Verkehrsplanung gibt es für diese Elbquerung keine Alternative“. Es bleibt offen, „ob die Elbe als Tunnel, Brücke oder Kombination von beiden gequert werden soll“. In diesem bis heute gültigen Leitplan erhielt diese Elbquerung nur eine Priorität an dritter Stelle (hinter einer Lösung für die Marienbrücke und einer Lösung für das Blaue Wunder).

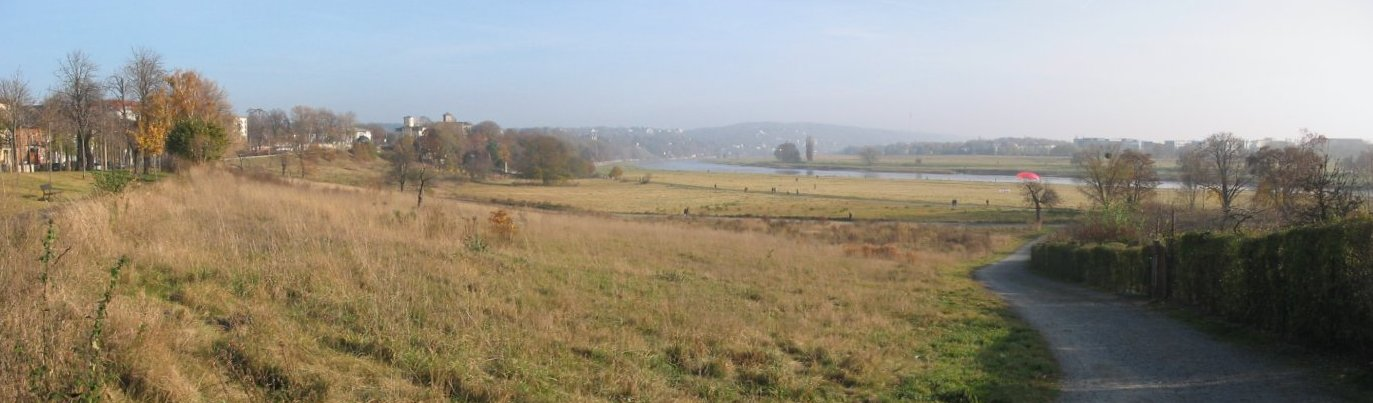
Elbwiesen beim Waldschlößchen (November 2005)

Letztendlich wurden alle anderen erörterten Standorte zugunsten der Waldschlößchenbrücke verworfen oder zurückgestellt. Ausschlaggebend war die Aussage des damaligen sächsischen Wirtschaftsministers Schommer, der am 8. November 1995 in einer der „Dresden-Konferenzen“ unter Teilnahme des Oberbürgermeisters Herbert Wagner, des Sächsischen Staatsministers für Umwelt und Landesentwicklung Arnold Vaatz und des Sächsischen Staatsministers der Finanzen Georg Milbradt erklärte, dass nur eine Waldschlößchenbrücke vom Freistaat gefördert würde und dies seine endgültige Entscheidung sei. Über die ausschlaggebende Standortempfehlung an die Dresdner Stadtverwaltung entschied am 28./29. Mai 1996 ein „Brückenworkshop“.
Wie demokratisch legitimiert die Entscheidungsfindung mittels des „Brückenworkshops“ war, darüber gibt es, wie auch über sein Abstimmungsergebnis, widersprüchliche Aussagen: Laut Brückenbefürwortern fand „1996 […] ein Workshop statt, an dem neben allen betroffenen Fachämtern und Dezernaten auch Vertreter aller Fraktionen des Stadtrates, die Technische Universität mit Experten verschiedener Fachdisziplinen, freie Architekten, Planerbüros, das Sächsische Staatsministerium für Wirtschaft und Arbeit, das Regierungspräsidium Dresden, der Sächsische Landeskonservator und das Wasser- und Schifffahrtsamt teilgenommen haben. […] Das Gremium sprach sich einstimmig für die Waldschlößchenbrücke aus!“ Laut Aussage der Gegner „hatte es sich damals der Oberbürgermeister vorbehalten, die Liste der Teilnehmer genauestens festzulegen“. Von den 60 Geladenen seien nur 27 abstimmungsberechtigt gewesen und von denen sollen 9 gegen die Waldschlößchenbrücke gestimmt haben.

## Dissens über die verkehrliche Entlastungswirkung
Die Unverzichtbarkeit einer neuen Elbquerung an genau diesem Standort begründen die Befürworter damit, dass „… sich nur dort ein effektiver Lückenschluss im Verkehrsnetz herstellen lässt […] An anderen Stellen östlich des Stadtzentrums kann keine vergleichbar effektive Elbquerung in das vorhandene Verkehrsnetz integriert werden“. Die Gegner sehen gerade dies als Nachteil wegen der verkehrsinduzierenden Wirkung. Ihr verkehrliches Hauptargument ist die höhere Gesamtbelastung des städtischen Straßensystems. Die Planungsunterlagen der Stadt weisen neben einer Zunahme der Elbquerungen ein Ansteigen der gefahrenen Kilometer um acht Prozentpunkte aus. Selbst in der Innenstadt rechnet die städtische Verkehrsprognose 2020 für den Fall des Brückenbaues teilweise mit Verkehrszunahmen. Die Brückengegner stützen sich zudem auf Beispiele von ähnlichen Verkehrsgroßprojekten, die die gleichen Folgen hatten. Die Brückenbefürworter interpretieren die städtischen Prognosen dagegen positiver. Sie sehen zwar ebenfalls den stadtweiten Verkehrsanstieg, verweisen aber auf die Entlastung der restlichen Elbbrücken und gehen von einer besseren Verteilung der Verkehrsströme aus.
Weiterhin kritisieren die Gegner an der städtischen Verkehrsprognose, dass die Auswirkungen von überregionalen Verkehren gar nicht erst berücksichtigt wurden. Sie unterstellen noch höhere Belastungen, da die Stadt aufgrund der innerstädtischen Brücke als überörtliche Abkürzung genutzt werde. Kraftfahrer könnten sich den Weg der Umfahrung Dresdens über die A 4 und A 17 ersparen. Die Brückenbefürworter verweisen darauf, dass auf der Ausweichstrecke über die Waldschlößchenbrücke 34 Ampeln liegen und die Fahrzeit somit verlängert werde, weswegen das Argument der Abkürzung durch die Stadt unrealistisch sei.
Die offizielle Verkehrsprognose für die vorhandenen Dresdner Elbbrücken wurde seitens der Stadtverwaltung für das planungsmaßgebliche Jahr 2015 von den zunächst angenommenen Werten noch 2003 während des Planfeststellungsverfahrens nach oben korrigiert. Neben diesen planungsrelevanten Angaben wurden dann 2008 auf der „Brücken-Homepage“ dresden.de/waldschloesschenbruecke erstmals auch Zahlen für das Jahr 2020 veröffentlicht, die im Vergleich zu 2015 eine deutlich sinkende Verkehrsbelastung der Elbbrücken ausweisen, mit einer Ausnahme: Für die Waldschlößchenbrücke wird nur eine sehr geringe Abnahme prognostiziert. (Kritiker sehen hingegen die Notwendigkeit der geplanten Vierstreifigkeit in Frage gestellt.)
Die bereits seit einigen Jahren sinkenden Ist-Werte des Verkehrsaufkommens, gemessen mittels der städtischen Dauerzählstellen auf den Elbbrücken, werden ebenso als Argument gegen die Notwendigkeit einer neuen Elbquerung angeführt wie Gutachten der TU Dresden, nach denen die Reisegeschwindigkeit für den Autoverkehr in Dresden sich seit 1995 nahezu verdoppelt hat und weit höher ist als in den meisten vergleichbaren Großstädten. Laut der jüngsten TU-Reisezeitmessung betrug im Jahr 2005 die durchschnittliche Reisegeschwindigkeit von Kraftfahrzeugen knapp 29 km/h im gesamten Dresdner Straßennetz sowie zwischen 14 und 20 km/h speziell auf den Elbbrücken.
Während am nördlichen Brückenkopf eine starke Bündelung des Verkehrs auf der neu ausgebauten Stauffenbergallee prognostiziert wird, gibt es im Süden keine solch leistungsfähige Haupt-Anbindung, der Verkehr muss sich hier auf das bestehende Straßennetz durch verschiedene Wohngebiete verteilen. Kritiker warnen in diesem Zusammenhang vor einem Eintreffen des Braess-Paradoxons (Verringerung der Leistungsfähigkeit eines Netzes durch Kapazitätserhöhung), das bei Verkehrsprojekten bereits beispielsweise in Stuttgart und New York beobachtet wurde. Insbesondere für die Fetscherstraße und das östliche Käthe-Kollwitz-Ufer wird eine deutlich höhere Verkehrsbelastung erwartet.

### Blaues Wunder

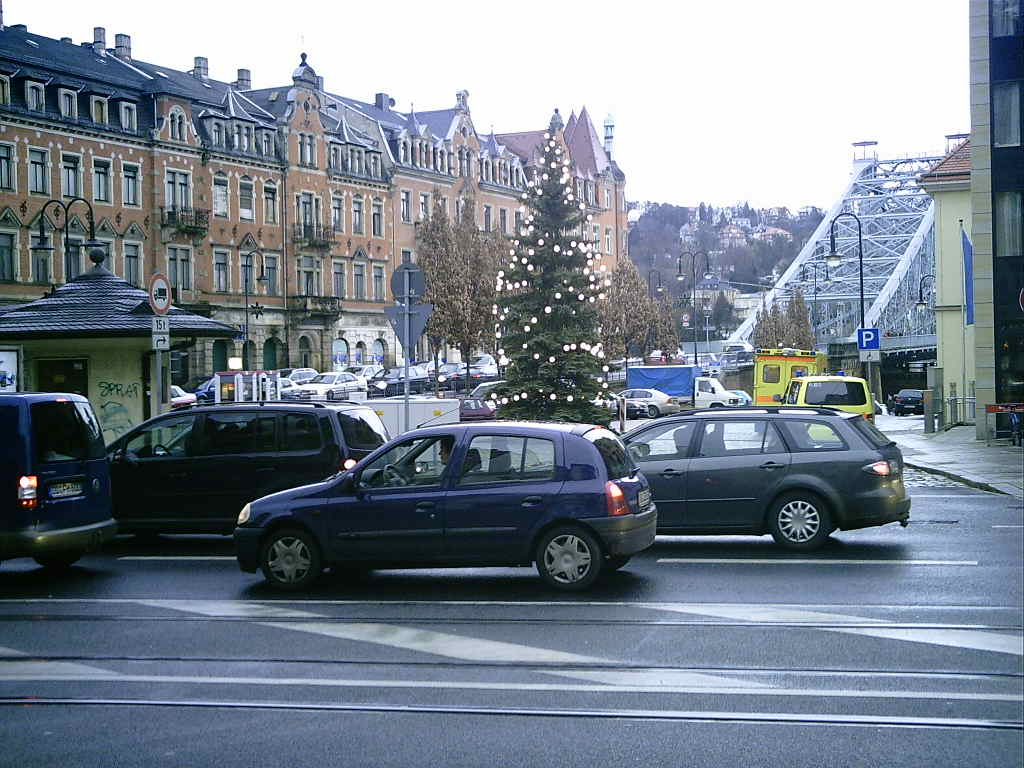
Schillerplatz, Blick Richtung Blaues Wunder

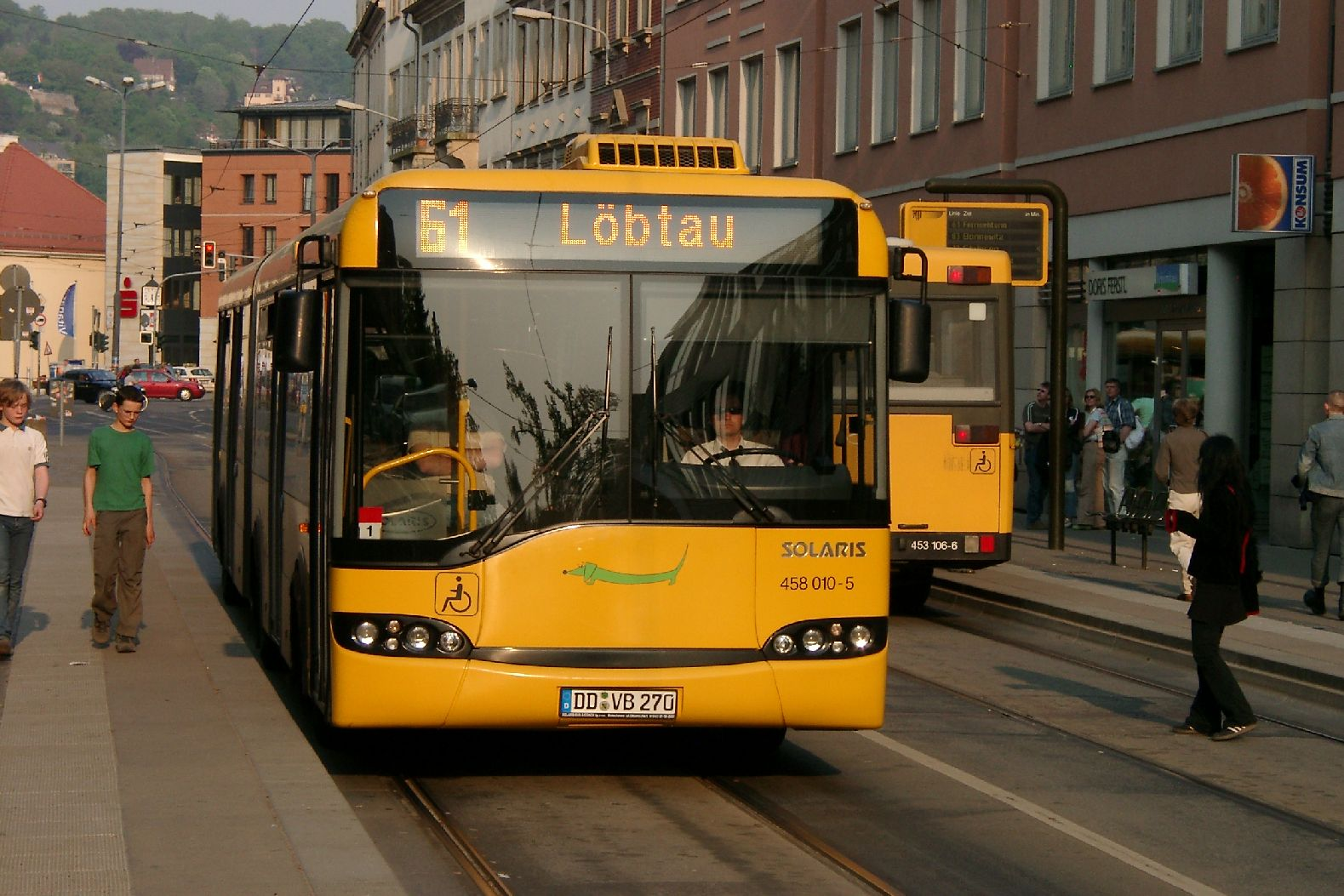
Über Zentralhaltestelle und Kreuzung Schillerplatz verkehren zwei Straßenbahnlinien, drei Stadtbuslinien und eine Regionalbuslinie

Ihre Befürworter sehen in der Waldschlößchenbrücke einen notwendigen Ersatz für das gealterte Blaue Wunder, für das seit den 1990er Jahren eine Tonnagebegrenzung von 15 Tonnen gilt. Allerdings wird in allen Verkehrsplanungen und -prognosen der Stadt Dresden von einer dauerhaften Nutzung einer Loschwitzer Elbquerung ausgegangen. Dies bedeutet, falls das Blaue Wunder tatsächlich dauerhaft gesperrt werden muss, ist in diesem Bereich eine Lösung notwendig: Entweder eine Sanierung dieser Brücke oder ein Ersatzbauwerk im unmittelbaren Umfeld.
Im Januar 2005, wenige Wochen vor dem Bürgerentscheid, schrieb der Oberbürgermeister Roßberg über das Blaue Wunder: „Eine grundhafte Ertüchtigung einschließlich Instandsetzung für eine dauerhafte Nutzung ist nicht möglich, […]“ und begründete dies ausführlich.
Dazu gab es Widerspruch von Verkehrsplanern und Experten für Brückenbau. Nach ihrer Meinung wird das Blaue Wunder als Verbindung zwischen Loschwitz und Blasewitz weiterhin benötigt. Die Waldschlößchenbrücke ist demnach aufgrund ihrer Lage, der Einbindung in das Straßennetz und der fehlenden Leistungsfähigkeit der zuführenden Straßen nicht geeignet, das Blaue Wunder adäquat zu ersetzen. Dies bestätigen indirekt auch die vorliegenden Verkehrsprognosen, gemäß denen die Entlastungswirkung direkt auf dem Blauen Wunder „nur“ 9 % beträgt. Ein Prognosefall, der Roßbergs These unterlegen würde und das Straßennetz mit Waldschlösschenbrücke aber ohne Blaues Wunder abbildet, wurde nie berechnet bzw. veröffentlicht.
Der notwendige Erhalt des Blauen Wunders ist gemäß den Experten durch eine entsprechende Sanierung durchaus möglich und ohnehin aus Gründen des Denkmalschutzes notwendig. Die Sanierung sei aber wegen der hohen Bau- und Unterhaltungskosten der Waldschlößchenbrücke gefährdet.
Nachdem Eberhard Katzschner u. a. darstellten, dass das Blaue Wunder auch nach 2030 dauerhaft erhalten werden könnte, verzichteten die Brückenbefürworter auf dieses Argument. Sie begründen die Notwendigkeit der Waldschlößchenbrücke aber weiterhin mit dem erhofften Rückgang der Verkehrsprobleme an den Brückenköpfen des Blauen Wunders.
Zwar berechnen die städtischen Prognosen einen Verkehrsrückgang auf dem Blauen Wunder voraus, am nahen Schillerplatz soll die Belastung nach dem Bau der Waldschlößchenbrücke jedoch steigen, da der Verkehr auf den Zufahrtsstraßen zunimmt (landwärts + 7 %, stadtwärts + 13 %). Daher wird befürchtet, dass die Verkehrsprobleme mit dem Bau der Waldschlößchenbrücke in diesem städtebaulich sensiblen Bereich eher zunehmen. Brückenbefürworter halten diese Befürchtung für falsch und sind der Meinung, die Entlastung auf dem Blauen Wunder selbst (− 9 %) werde einen besseren Verkehrsfluss am Schillerplatz ermöglichen.
Das Blaue Wunder wird bei einem Hochwasser von über 7 Meter Dresdner Pegel für den Kfz-Verkehr gesperrt. Während der Hochwasser 2002 und 2006 war es jeweils mehrere Tage lang gesperrt. Ob die Sperrung 2006 überhaupt erforderlich war, ist umstritten. Die Brücke lasse sich mit dem vergleichsweise niedrigen Betrag von 4,3 Mio. € hochwassersicher machen.

### Stand 2010
Nach Bekanntwerden von Zahlen aus der neuen Verkehrsprognose 2025 wurden verstärkt Bedenken und Protest laut wegen der absehbaren Nachteile für den ÖPNV an der Kreuzung Fetscherplatz. Dort wird damit gerechnet, dass durch den Rückstau der von der zukünftigen Brücke kommenden Linksabbieger erhebliche Wartezeiten für die Straßenbahn entstehen.
Während sich an den vorhergesagten Verkehrsbelegungszahlen der Innenstadtbrücken wenig ändert, fällt die ohnehin geringe Abnahme auf dem Blauen Wunder in dem jetzt berechneten Modell nochmals deutlich geringer aus als in der zur Planungszeit der „Entlastungbrücke“ bekannten Prognose 2020.

## Planung
Am 15. August 1996 beschloss der Stadtrat den Bau der Waldschlößchenbrücke an dem 1937 und mehrmals in der DDR erwogenen Standort zwischen den Dresdner Stadtteilen Johannstadt und Radeberger Vorstadt. Ein von der PDS unterstütztes Bürgerbegehren „Brücken gegen den Stau“ zugunsten des Mehrbrückenkonzepts (Thomas-Müntzer-Platz + Niederpoyritz), für das mehr als die damals erforderlichen 20.000 Unterschriften gesammelt wurden, war der Versuch, diese Entscheidung wieder zu kippen. Es wurde jedoch vom Stadtrat letztendlich für unzulässig erklärt: „Nachdem der Stadtrat die Zulässigkeit des Bürgerbegehrens auch gegen den Widerspruch des OB (21. März 1997) und eine Beanstandung durch das RP verteidigte, schwenkte am 15. Mai 1997 die SPD auf die CDU-Linie ein und stimmte für einen Verzicht auf die Bürgerbefragung“. Die entscheidende Stimme soll von dem SPD-Stadtrat Reinhard Martin gekommen sein. Martin, der ein Jahr zuvor Moderator des Brückenworkshops gewesen war, wurde nach Meinung anderer SPD-Genossen für diese Stimmabgabe mit dem Posten des Geschäftsführers der Aufbaugesellschaft Prager Straße (AGP) „belohnt“.

### Eingriff in den Naturraum

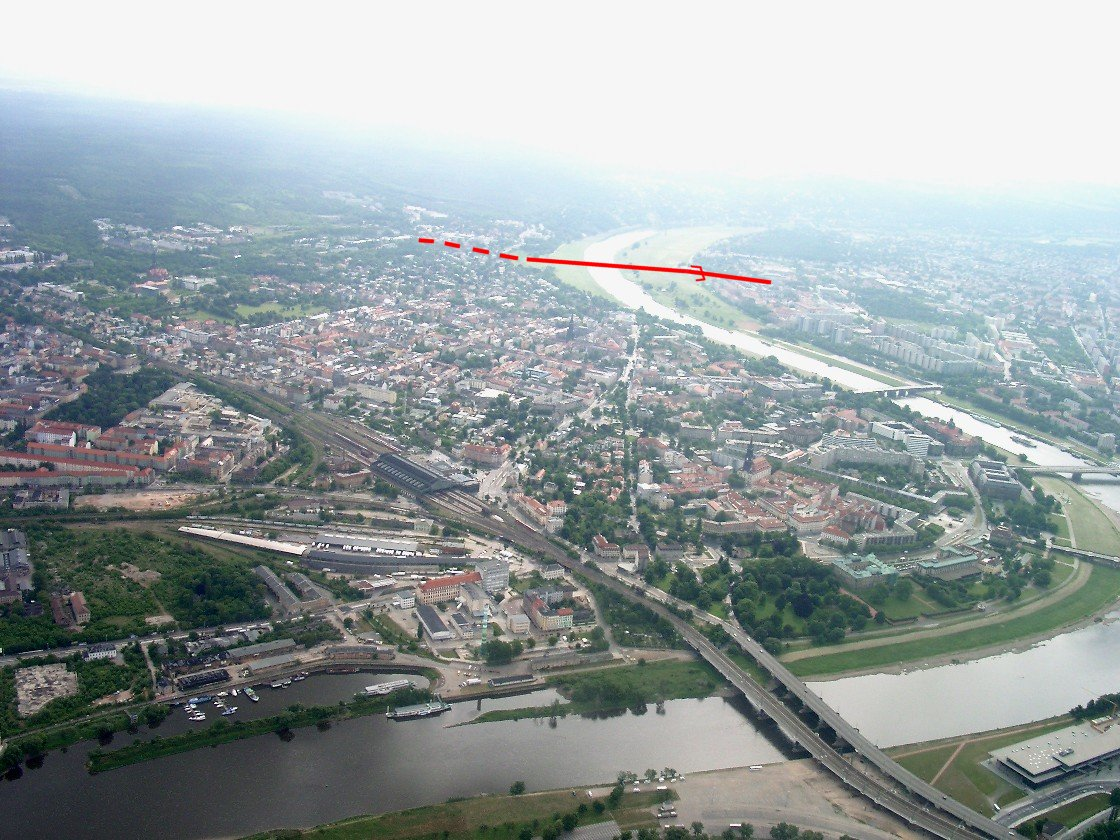
Die Lage des „Verkehrszuges“ – Im Vordergrund der Stadtteil Neustadt

Der vierspurige Verkehrsweg soll unterhalb eines Aussichtspunktes aus dem Tunnelportal am Hang der Waldschlösschenwiese austreten, die Elbwiesen überspannen und 635 m weiter südlich in einen Knoten auf der Vogelwiese münden.
Er befände sich sowohl im Weltkulturerbe Dresdner Elbtal als auch im „Fauna-Flora-Habitat 34E Elbtal zwischen Schöna und Mühlberg“, würde das „Flächennaturdenkmal 37 Glatthaferwiese am Elbufer Johannstadt“ tangieren und die wichtigste Frischluftschneise der überwärmten Stadt im Landschaftsschutzgebiet Dresdner Elbwiesen und -altarme schneiden.
Die Erteilung des Planfeststellungsbeschlusses kommentierte das Regierungspräsidium unter anderem mit folgenden Ausführungen: „Die Folgen des neuen Verkehrszuges für die Umwelt sind zweifellos beträchtlich. […] Zum Ausgleich unvermeidbarer Eingriffe in Natur und Landschaft sind landschaftspflegerische Ersatzmaßnahmen vorgesehen. So wird unter anderem die Elblandschaft bei Zschieren auf einer Fläche von 29.800 Quadratmetern naturnah umgestaltet und der dort gelegene Brüchtigtgraben renaturiert.“

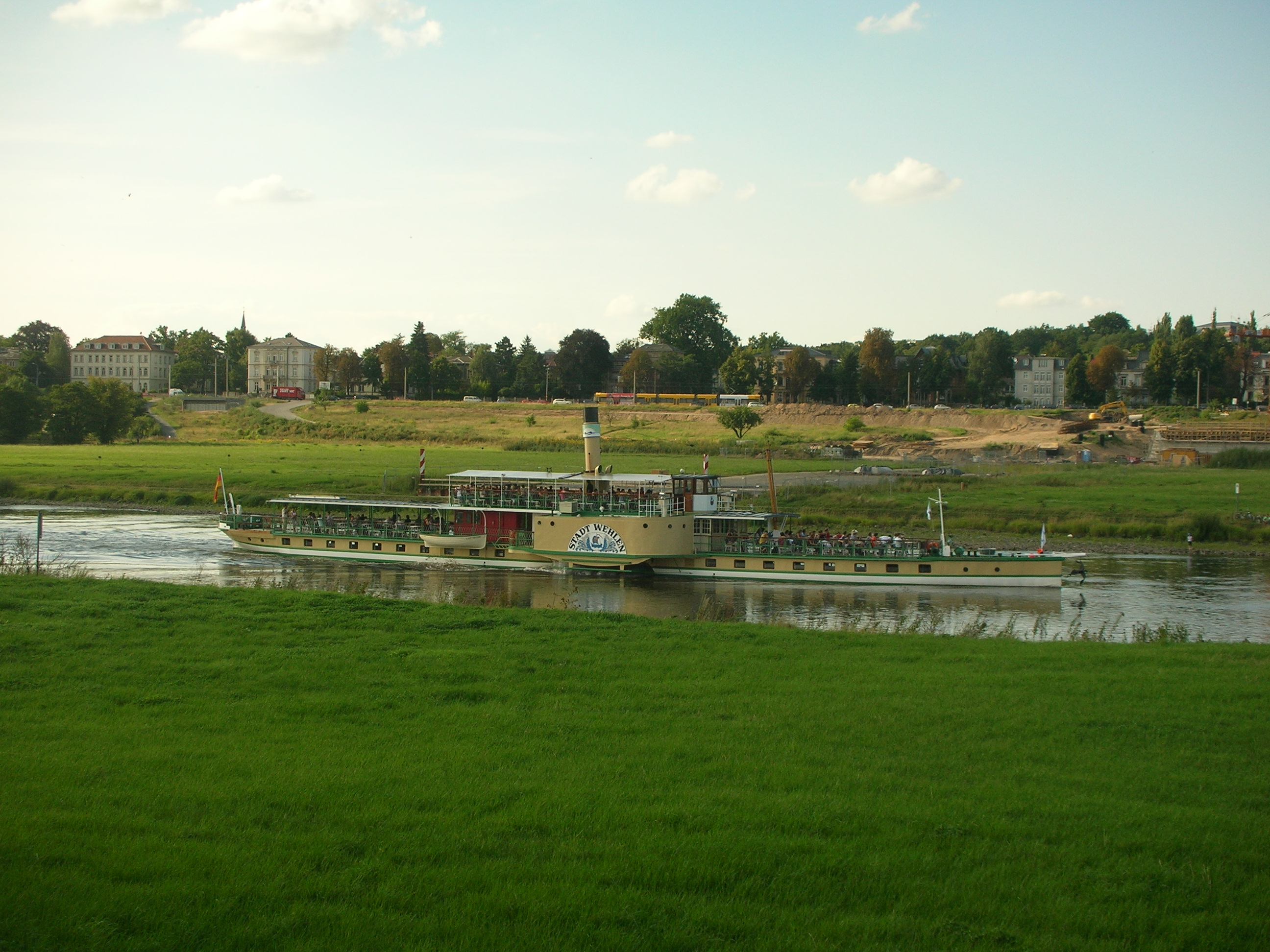
Der Elbraddampfer Stadt Wehlen passiert im August 2008 die Brückenbaustelle

Die Brückengegner kritisierten, dass die Querung ausgerechnet an der breitesten Stelle der Elbwiesen erfolgen sollte. Dadurch entstehe außer der Landschaftszerstörung (die später auch zum Haupt-Kritikpunkt der UNESCO wurde) auch für Natur und Umwelt der vergleichsweise größte Schaden (Verkehrslärm, Emissionen, Flächenverbrauch usw.). Die zur Kompensation geplanten Ausgleichsmaßnahmen halten sie für völlig ungeeignet und inakzeptabel, unter anderem deshalb, weil davon nur weit entfernte Gebiete – größtenteils am Stadtrand – profitieren.

#### Schutz bedrohter Arten
Mit ihren Einwendungen hinsichtlich des Artenschutzes scheiterten die Naturschützer einerseits, da die Gerichte die Auffassung bestätigten, die Elbwiesen seien wegen der von Spaziergängern mitgeführten Hunde ohnehin kein geeignetes Brutgebiet für den Wachtelkönig. 2007 wurde jedoch durch die Verwaltungsrichter wegen der Fledermausart Kleine Hufeisennase zunächst ein reichlich drei Monate lang wirksamer Baustopp und anschließend eine bis heute gültige nächtliche 30 km/h–Begrenzung verhängt. Nachdem sich die verschärften EU-Richtlinien 2008 in der Rechtsprechung des Bundesverwaltungsgerichts widerspiegelten, erließ die Landesdirektion (Nachfolger des Regierungspräsidiums) einen Änderungsbeschluss, der unter anderem ein jährlich zweimaliges Mähen der Wiesen im Abstand von 100 Metern zur Brücke vorschreibt, um durch Reduktion der Stickstoffkonzentration den Lebensraum beispielsweise für den selten gewordenen Schmetterling Dunkler Wiesenknopf-Ameisenbläuling zu erhalten.

### Volksfestgelände „Vogelwiese“
Der Brückenkopf auf der Johannstädter Elbwiese befindet sich auf dem Areal des traditionsreichen Volksfestgeländes der Dresdner Vogelwiese, die in den Jahren 1874–1939 und 1992–2003 auf diesem Platz stattfand. Bei der Planung der Brücke wurden Treppenanlagen, Durchgänge und Serviceräume im massiven Widerlagerbauwerk vorgesehen, damit sich das Festgelände beidseitig der Brücke auf den Innenflächen der Abfahrten befinden kann.
Seit 2004 findet die Vogelwiese auf dem Volksfestgelände Pieschener Allee statt, einem eigens ausgebauten Ersatzstandort an der Marienbrücke.

### Entscheidung pro/kontra Straßenbahn
Eine aus verkehrspolitischen Gründen vollzogene Planänderung war die Umwandlung der Stadtbahn-/Straßenbahntrasse in eine Straßenbahn-Option und die spätere Streichung dieser Option. Entgegen seiner mehrheitlichen Überzeugung musste der Stadtrat die wegen nachgewiesenen volkswirtschaftlichen Nutzens (Gutachten im Auftrag der Dresdner Verkehrsbetriebe) anfangs eingeplante Straßenbahn in diesen zwei Schritten aus dem Projekt entfernen. Dies geschah, um den Forderungen des Landes Sachsen (vierspurige Fahrbahn für den MIV) gerecht zu werden und die zugesagten Fördermittel nicht zu gefährden.

### Architektur und Bautechnik
Anforderungen des Landschaftsschutzes und des Hochwasserschutzes bezüglich der Bauwerkshöhe und -ausführung setzen den Brückenentwurf einem Zielkonflikt aus. Die Brücke kommt ohne Strompfeiler aus und soll durch ihre unterströmbare Länge ein minimales Strömungshindernis im Sinne des Hochwasserschutzes darstellen: Die Elbe findet an dieser Stelle ein hindernisfreies Hochwasserprofil von mehr als 500 Meter Breite vor. Die Waldschlößchenbrücke soll bei einem 100-jährlichen Abflussereignis der Elbe passierbar bleiben; konträr zu den Anforderungen des Schutzes der Landschaft und der Blickbeziehungen muss die Brücke daher eine möglichst große Lichte Höhe im gegebenen Gewässerprofil bieten.

#### Funktionale Probleme

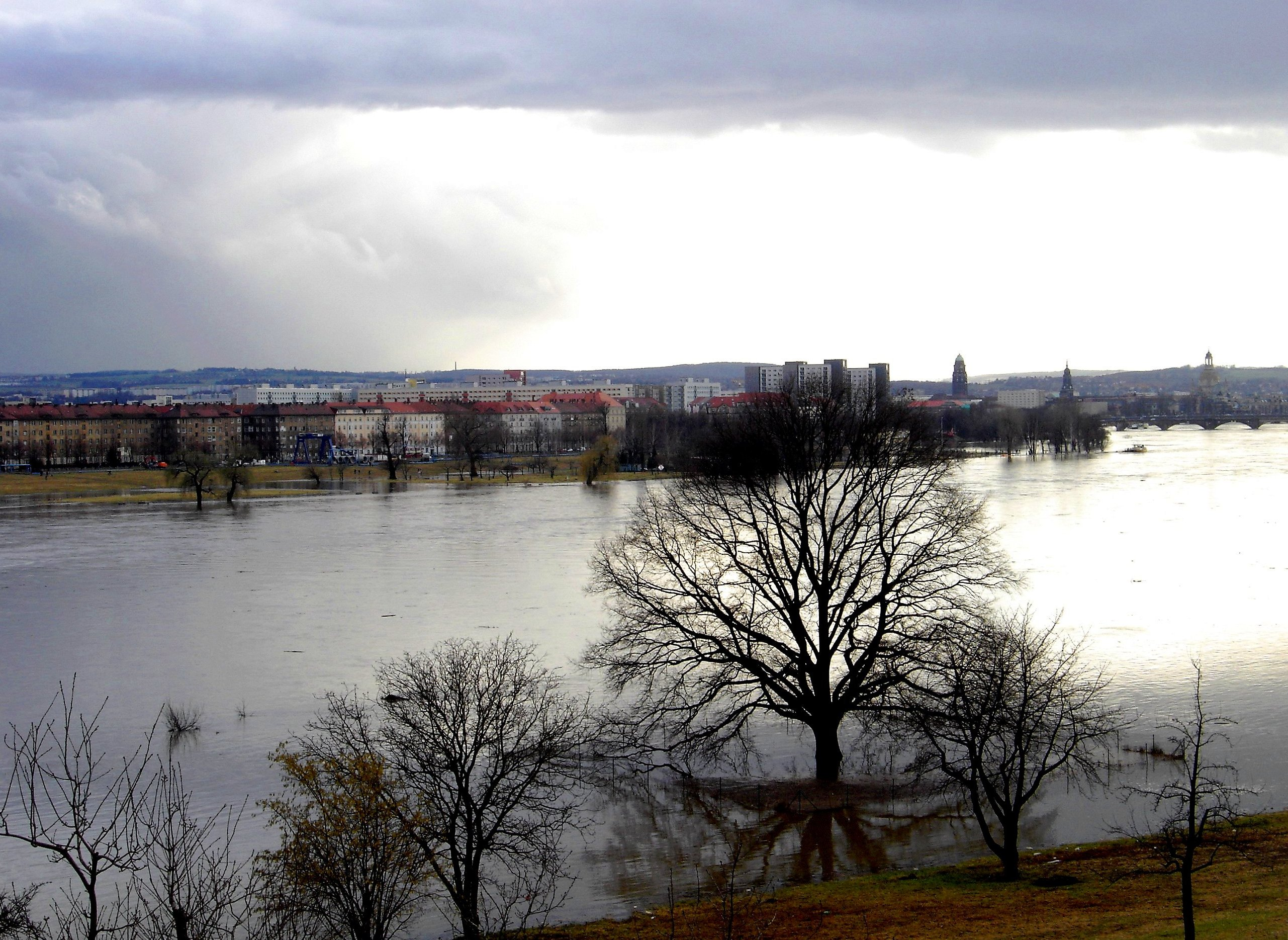
Elbhochwasser 2006
Höhe Sängereiche auf den Elbwiesen und Brückenstandort

Während der fast acht Jahre dauernden Arbeit an der Planfeststellung wurden am Projekt „Waldschlößchenbrücke“ 15 Umplanungen vorgenommen. Eine der größeren davon war nötig, weil der im Jahr 2000 eingereichte Planfeststellungsantrag wegen fehlender Unterlagen und Überschreitungen von Lärmgrenzwerten nicht genehmigt wurde. Daraus resultierend wurde die Planung um den östlichen Nebentunnel erweitert, während ursprünglich der Verkehr in nordöstliche Richtung durch Wohngebiete geleitet werden sollte.

#### Ästhetische Probleme
Der im Ergebnis des Architekturwettbewerbs erstplatzierte Entwurf folgt, so wie alle anderen Wettbewerbsteilnehmer, der Vorgabe, dass die Brückenkontur, aus stadtwärtiger Richtung betrachtet, die Silhouette des Elbhangs nicht durchbrechen darf, also relativ flach verlaufen muss. Diese aus den 90er Jahren stammende Forderung ist heute umstritten, da die entgegengesetzte Blickrichtung (auf das Stadtzentrum) nunmehr für wichtiger gehalten wird. Sie hat die Bandbreite der in Frage kommenden Entwürfe damals entscheidend reduziert, da hohe schlanke Pylonen-Konstruktionen keine Chance hatten. Der durch die Jury ausgewählte Entwurf ist nunmehr vielfacher Kritik aus ästhetischen Gründen ausgesetzt, unter anderem durch die Sächsische Akademie der Künste und die Bundesarchitektenkammer. Auch der Architekt der neuen Strelasundquerung (Rügenbrücke), André Keipke, äußerte sich in diesem Zusammenhang in der Presse.
In der Folge der Jahrhundertflut 2002 wurde eine Anhebung der Gradienten für notwendig erachtet. Wegen der daraus resultierenden gestalterischen Probleme mit dem Tunnelportal auf der Waldschlösschenwiese wurde 2003 ein zusätzliches Gutachterverfahren (mit Preisgericht über die abgegebenen Entwürfe) durchgeführt. UNESCO und Öffentlichkeit erfuhren nicht von den Konsequenzen der Gradientenanhebung, erst durch das Aachener Gutachten wurden 2006 kurz vor der Vilniuser UNESCO-Tagung die visuellen Auswirkungen der Gradientenanhebung bekannt und als „festungsähnliche Verbauung“ kritisiert.
Durch weitere Umplanungen, die Anfang 2008 (nach Baubeginn) beschlossene so genannte „Burger-Brücke“, soll zum einen der Tunnelmund gefälliger wirken. Außerdem wurde eine geringfügige Verschlankung des Brückenkörpers erreicht, und zwar im Wesentlichen durch den Wegfall der Treppenaufgänge und der Beleuchtungsmasten (Integration der Lampen in den Geländer-Handlauf) sowie durch eine überarbeitete Fundamentkonstruktion.
Beide streitenden Parteien sehen die eigene Seite in der Rolle des Hüters der städtebaulichen Tradition der Landeshauptstadt: Die Brückengegner z. B. mit ihrem Slogan „Weil wir Dresden lieben“ im Abstimmungsbüchlein zum Bürgerentscheid im Jahr 2005, die Befürworter mit ihrer Argumentation, auch das von der UNESCO verliehene Welterbe-Prädikat sei einer der Beweise dafür, dass die Dresdner schon seit Jahrhunderten in der Lage seien, über eine anspruchsvolle und landschaftsverträgliche Bebauung selbst und ohne äußere Einflussnahme zu entscheiden. Die 2/3-Mehrheit beim Bürgerentscheid 2005 beweise, dass sich die Waldschlößchenbrücke in diese Tradition einreihe, indem die Bevölkerung hinter dem Vorhaben stünde, argumentieren die Befürworter. Die Brückengegner weisen hingegen darauf hin, dass beim Bürgerentscheid 2005 keinerlei Alternativen (auch nicht ästhetischer Art) zur Wahl standen, sondern das Votum unter dem Vorzeichen „Diese Brücke – oder langfristig gar keine neue Elbquerung“ keine freie Entscheidung zuließ. Die tatsächliche Entscheidung sei bereits neun Jahre früher, bei der Standortwahl unter Einflussnahme des Freistaats gefallen.

### Planfeststellung
Mit dem ersten Planfeststellungsantrag scheiterte die Landeshauptstadt bei der Genehmigungsbehörde: Wegen Überschreitung der zulässigen Lärmgrenzwerte um bis zu 15 dB(A) in der vorwiegend als Wohngebiet genutzten Radeberger Vorstadt am nördlichen Brückenkopf setzte das Regierungspräsidium Dresden den Abschluss des Verfahrens am 14. Juli 2000 aus. Das Klagerisiko durch betroffene Bürger wurde für zu hoch gehalten.
Die überarbeitete Planung wurde am 20. März 2003 beim Regierungspräsidium Dresden eingereicht, das am 25. Februar 2004 die Planfeststellung erteilte.
Nachträgliche Änderungen des Planfeststellungsbeschlusses erfolgten 2008 zum →Schutz bedrohter Arten und 2010 zum Einschwimmen des Brückenbogens.

## Juristischer Streit um die Rechtmäßigkeit der Planfeststellung
Bezüglich der Planfeststellung sind bisher nur die Verfahren im einstweiligen Rechtsschutz abgeschlossen. Ob der RP-Beschluss zum Bau der Brücke rechtmäßig war, ist damit noch nicht endgültig entschieden, denn diesbezüglich sind noch mehrere Hauptsacheverfahren bei den Verwaltungsgerichten anhängig.
Ebenfalls noch nicht abgeschlossen ist ein im April 2007 von Naturschutzverbänden initiiertes Verfahren, das unter anderem auf die Berücksichtigung des mittlerweile verschärften europäischen Naturschutzrechts zielt. Der dazu eingereichte Antrag auf einstweiligen Rechtsschutz hatte am 9. August 2007 beim Verwaltungsgericht Dresden Erfolg. Es erließ einen Baustopp und stellte die aufschiebende Wirkung der Klage im Hauptsacheverfahren wieder her. Nach Ansicht des Gerichts sind bestimmte Gefährdungsaspekte der in Sachsen und Deutschland vom Aussterben bedrohten Fledermausart Kleine Hufeisennase im Planfeststellungsbeschluss nur mangelhaft berücksichtigt. Somit sei nicht gewährleistet, dass Populationsteile dieser Spezies durch potenzielle Barriereeffekte der Brücke nicht erheblich geschädigt werden können.
Das Gericht gab dem Antrag statt, obwohl darin nicht nachgewiesen ist, dass die bedrohte Tierart tatsächlich im Lebensraum eingeschränkt würde. Möglicherweise wird diese besonders weitläufige Stelle des Elbtals von den Fledermäusen gar nicht passiert: „Freie Flächen von mehr als 200 m Ausdehnung werden kaum überflogen.“ Gemäß der Rechtsprechung des Bundesverwaltungsgerichts geht es jedoch zu Lasten des Vorhabens, wenn in der Planfeststellung nicht alle Zweifel bezüglich der Wirksamkeit der vorgesehenen Artenschutz-Maßnahmen ausgeräumt wurden. Dabei müsse der Nachweis erbracht werden, dass zwingende Gründe des überwiegenden öffentlichen Interesses die Durchführung des Vorhabens erforderten, denen durch eine die FFH-Gebiete weniger oder gar nicht beeinträchtigende Alternativlösung nicht genügt werden könne. Diesen strengen Rahmen zur Auslegung des europäischen Naturschutzrechts setzte im Januar 2007 das Bundesverwaltungsgericht mit seinem Urteil zur Westumfahrung Halle (nördliches Teilstück der A 143).
Nachdem das Regierungspräsidium Beschwerde einreichte, verkündete das Sächsische Oberverwaltungsgericht am 14. November 2007 die Aufhebung des Baustopps. Es erteilte die Auflage, bis zur endgültigen Klärung im Hauptsacheverfahren die Geschwindigkeit auf dem gesamten Verkehrszug in den Nachtstunden von April bis Oktober auf 30 km/h zu begrenzen und mit zwei „Blitzern“ zur überwachen. Dass damit ein Kollisionsrisiko der Kleinen Hufeisennase mit Fahrzeugen ausgeschlossen werden kann, hält das Gericht für hinreichend zum Wegfall des Baustopps. Alle anderen eventuellen Fehler bezüglich des Schutzes der Fledermäuse, derentwegen sich der Planfeststellungsbeschluss im Hauptsacheverfahren als rechtswidrig erweisen könnte, seien durch nachträgliche Umplanungen behebbar. Solche Korrekturen der Planfeststellung hält das Gericht beispielsweise beim Beleuchtungskonzept und bei der Schaffung von Leitstrukturen für denkbar.
Einem Rechtsgutachten zufolge wäre die paradoxe Situation denkbar, dass die Stadt gezwungen sei, mit dem Bau zu beginnen, obwohl er möglicherweise wieder eingestellt werden muss – falls sich die Planung im Rahmen dieser Klagen als rechtswidrig erweist. Eine Investitionsruine, finanzieller und ökologischer Schaden, wäre die – allerdings sehr unwahrscheinliche – Folge.
Nachdem das Verwaltungsgericht Dresden wegen einer neuen Entscheidung des Bundesverwaltungsgerichts die Fortsetzung der Verhandlung vom 5. August auf den 16. Oktober 2008 verschob, traf die Landesdirektion (seit 1. August 2008 Nachfolger des Regierungspräsidiums) Abweichungsentscheidungen (§ 34 Abs. 3 BNatSchG, siehe auch Abschnitt Schutz bedrohter Arten) zur nachträglichen Änderung des Planfeststellungsbeschlusses. Am 30. Oktober 2008 wurde die Klage der Naturschutzverbände durch das Verwaltungsgericht in erster Instanz abgewiesen. Das Urteil basiert auf der ausführlich begründeten Auffassung, ein Elbtunnel stelle „keine vorzugswürdige Variante“ dar, weil während seiner Errichtung stärker in die Natur eingegriffen werden müsste als beim Brückenbau. Die Kammer hat die Berufung gemäß § 124a Abs. 1 Satz 1 VwGO zugelassen, weil die Rechtssache insbesondere in Hinblick auf das Europäische Naturschutzrecht Fragen von grundsätzlicher Bedeutung aufwirft (§ 124a Abs. 1, § 124 Abs. 2 Nr. 3 VwGO). Die Berufung wurde am 26. März 2009 durch die drei klagenden Verbände Grüne Liga Sachsen, BUND Sachsen und NABU Sachsen beim Sächsischen Oberverwaltungsgericht in Bautzen eingelegt. Daneben liegen dem Dresdner Verwaltungsgericht noch acht weitere unerledigte Brücken-Klagen vor, unter anderem von Privatpersonen und Gewerbetreibenden.
In der Berufungsverhandlung beim Sächsischen Oberverwaltungsgericht wurde nach mehreren Verhandlungstagen Ende 2011 die Berufung der Naturschutzverbände zurückgewiesen, jedoch eine Revision zugelassen. Die mündliche Revisionsverhandlung fand am 6. März 2014 vor dem Bundesverwaltungsgericht Leipzig statt. Vor seinem Urteilsspruch holte dieses Gericht dann zunächst die Meinung des Europäischen Gerichtshofs ein. Dieser entschied am 14. Januar 2016, dass die europäischen Naturschutzvorgaben berücksichtigt werden müssen, auch wenn sie erst nach dem Planfeststellungsverfahren in Kraft traten. Nach dem Urteil des Bundesverwaltungsgerichts vom 15. Juli 2016 hat die Landesdirektion Dresden eine nachträgliche FFH-Verträglichkeitsprüfung und eine artenschutzrechtliche Prüfung durchzuführen, das Gericht erklärte den Planfeststellungsbeschluss für teilweise rechtswidrig:
„Die unter 3. genannten Mängel des Planfeststellungsbeschlusses führen nicht zu seiner Aufhebung, sondern lediglich zur Feststellung seiner Rechtswidrigkeit. Sie verhelfen daher nicht dem Haupt-, sondern nur dem Hilfsantrag zum Erfolg. Denn sie betreffen kein zwingendes Planungshindernis; es besteht die konkrete Möglichkeit, dass sie in einem ergänzenden Verfahren behoben werden können, ohne die Gesamtplanung in Frage zu stellen (§ 39 Abs. 3 SächsStrG i.V.m. § 75 Abs. 1a Satz 2 VwVfG)“

## Politischer Streit um die Verwirklichung der genehmigten Planung

### Finanzierung

#### Eigenmittel
Gegner bezeichnen das Projekt wegen seiner hohen Kosten als „teuerste Stadtbrücke Deutschlands“ und fürchten, dass der Stadt im Gegenzug Mittel für ÖPNV-Unterstützung, Straßen- und Schulsanierung, Kulturförderung usw. fehlen werden. Dies weisen die Befürworter als unbegründet zurück: „Durch den Bau des Verkehrszuges kommt es weder im sozialen noch im kulturellen Bereich zu Kürzungen, weil diese Bereiche aus dem Verwaltungshaushalt finanziert werden, der Bau des Verkehrszuges aber aus dem Vermögenshaushalt.“ Diese Aussage lässt unberücksichtigt, dass der Stadtrat die Mittel zwischen den Haushalten verschieben kann. Zudem müssen die relativ hohen Unterhaltungskosten tatsächlich aus dem Verwaltungshaushalt bestritten werden.
Nach der damaligen (vorläufigen) Beendigung des Brückenprojekts erhielt die Stadt Dresden wegen der hohen Planungskosten, davon 7,5 Mio. € für Variantenuntersuchungen, vom Bund der Steuerzahler den Titel „Schleudersachse 2004“ verliehen.
Die Befürworter sehen es als unverzichtbar an, ein Projekt, in das schon so immense Gelder geflossen sind, auch zu vollenden. Unter anderem deshalb initiierten sie im Jahr 2004 per Bürgerbegehren den Bürgerentscheid vom 27. Februar 2005. Für die Gegner sind gerade die jahrelang immer weiter gestiegenen Planungskosten der Beweis dafür, dass das Projekt an dieser Stelle nicht realisierbar ist und schnellstmöglich aufgegeben werden muss.
Ferner befürchten sie, dass die Dresdner Finanzen durch Bau und insbesondere Unterhaltung der Brücke über Gebühr strapaziert würden. Sie führen an, dass die gerade erst erreichte Entschuldung der Stadt durch die Veräußerung sämtlicher kommunaler Wohnungen (WOBA-Verkauf 2006) teuer erkauft werden musste. Trotz Schuldenfreiheit erreiche Dresden nach wie vor nur durch Kürzungen in vielen Bereichen sowie durch eine dauerhaft sehr hohe Grundsteuer einen ausgeglichenen Haushalt.
Dresden hatte bei der Grundsteuer B bereits 2004 den dritthöchsten Hebesatz unter den 50 größten deutschen Städten (mit 535 %, nur Bremen [580 %] und Berlin [660 %] lagen noch höher). Seit der erneuten Anhebung im Jahr 2005 auf 635 % lag die sächsische Landeshauptstadt nun annähernd gleichauf mit der Bundeshauptstadt auf deutschem Spitzenniveau. Die Notwendigkeit dieser Steuererhöhung wurde im Dresdner Stadtrat durch die CDU-Fraktion mit der Waldschlößchenbrücke begründet: „Mit der Zustimmung zum Haushalt stellte sich auch die Beantwortung der Frage, ob der Stadtrat der eindeutigen Entscheidung der Dresdner Bürger für den Bau der Waldschlößchenbrücke nachkommen wird. Unter diesen Rahmenbedingungen musste die CDU-Fraktion auch der Erhöhung der Grundsteuer schweren Herzens zustimmen.“ Auch 2007 lehnte die CDU-Fraktion eine Abkehr von diesem hohen Hebesatz ab, während andere (z. B. Bürgerfraktion und Haus & Grund) eine Senkung anmahnten.
Eine Brückenvariante, die ohne die Nebentunnel auskommt, indem die Brücke mittels „holländischer Rampen“ direkt an die Bautzner Straße angebunden wird, würde etwa 100 Tsd. € weniger an jährlicher Unterhaltung kosten. Dieser von OB Roßberg 2001 eingebrachte Vorschlag wurde jedoch von der damaligen Stadtratsmehrheit aus CDU und FDP/DSU verworfen, um keine weitere Verzögerung zu riskieren.

#### Fördermittel
Die durch den Freistaat zugesagte hohe Förderquote war und ist seit der 1995 im Vorfeld des Brückenworkshops getroffenen diesbezüglichen Aussage stets eines der Hauptargumente der Befürworter dieses Brückenstandorts. Auch im Abstimmungsbüchlein zum Bürgerentscheid wurde irreführend der bereits nicht mehr gültige Satz „Die Fördermittel stehen der Stadt nur für dieses Vorhaben zur Verfügung und können nicht anderweitig verwendet werden.“ gedruckt.Befürw.-S.3 Tatsache war jedoch, dass es zum Zeitpunkt des Bürgerentscheids bereits die Aussage von Wirtschaftsminister Thomas Jurk gab, nach dem der größte Anteil der Fördermittel, nämlich die aus Bundesmitteln (dem GVFG) stammenden 80 Mio.€ (von insgesamt 96 Mio.€), auch für andere förderfähige Vorhaben bereitgestellt würden. Stand Anfang April 2007 war es fraglich, ob überhaupt die 80 Mio. GVFG-Gelder durch den Bund für die aktuell geplante Brückenvariante noch bereitgestellt würden. Das sächsische Wirtschaftsministerium unter Thomas Jurk (SPD) hatte daraufhin die Geldauszahlung für das Projekt vorläufig gestoppt. Das CDU-geführte Finanzministerium hingegen versicherte, die Stadt Dresden habe durch den Zuwendungsbescheid vom 28. Oktober 2004 „eine sichere Rechtsstellung.“ Der zitierte Bescheid stellt eine Förderung nur für die Jahre 2005–2008 in Aussicht und enthält außerdem den Passus „Die […] in Aussicht gestellten Zuwendungen sind unverbindlich und gelten vorbehaltlich der Bereitstellung der Mittel. Die Inaussichtstellung begründet keinen Rechtsanspruch auf Bewilligung.“
Der Bund (BMVBS) hatte im Falle eines eventuell teureren Kompromisses mit der UNESCO einen finanziellen Ausgleich in Aussicht gestellt.

#### Gesamtkosten
Nach Vollendung betrugen die tatsächlichen Kosten reichlich 180 Millionen Euro.

### Bauvorleistungen und Konflikt mit dem Schutz des Welterbes

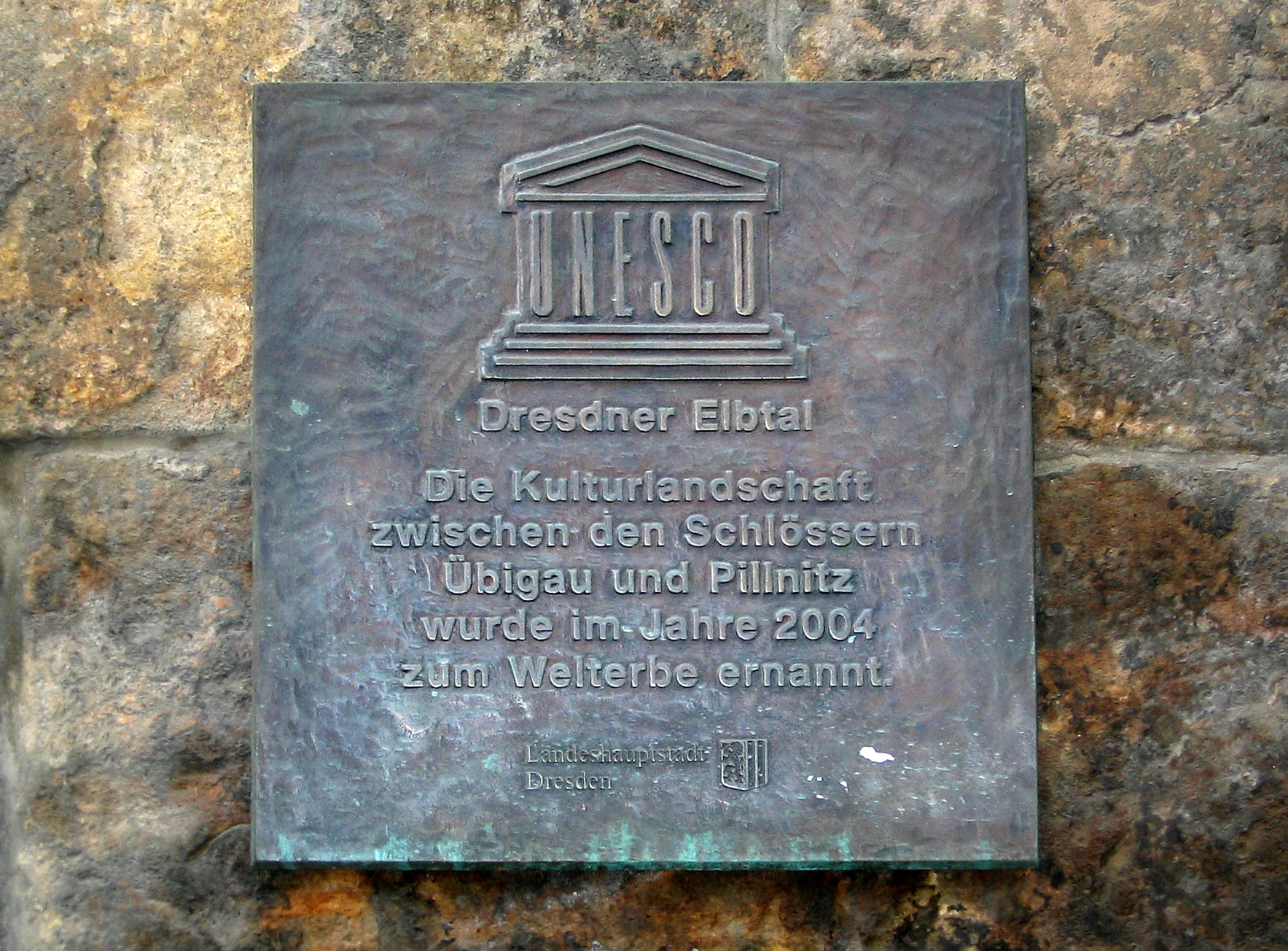
Schautafel Weltkulturerbe Dresdner Elbtal an der Sandsteinmauer der Pillnitzer Landstraße unweit der Talstation der Schwebebahn

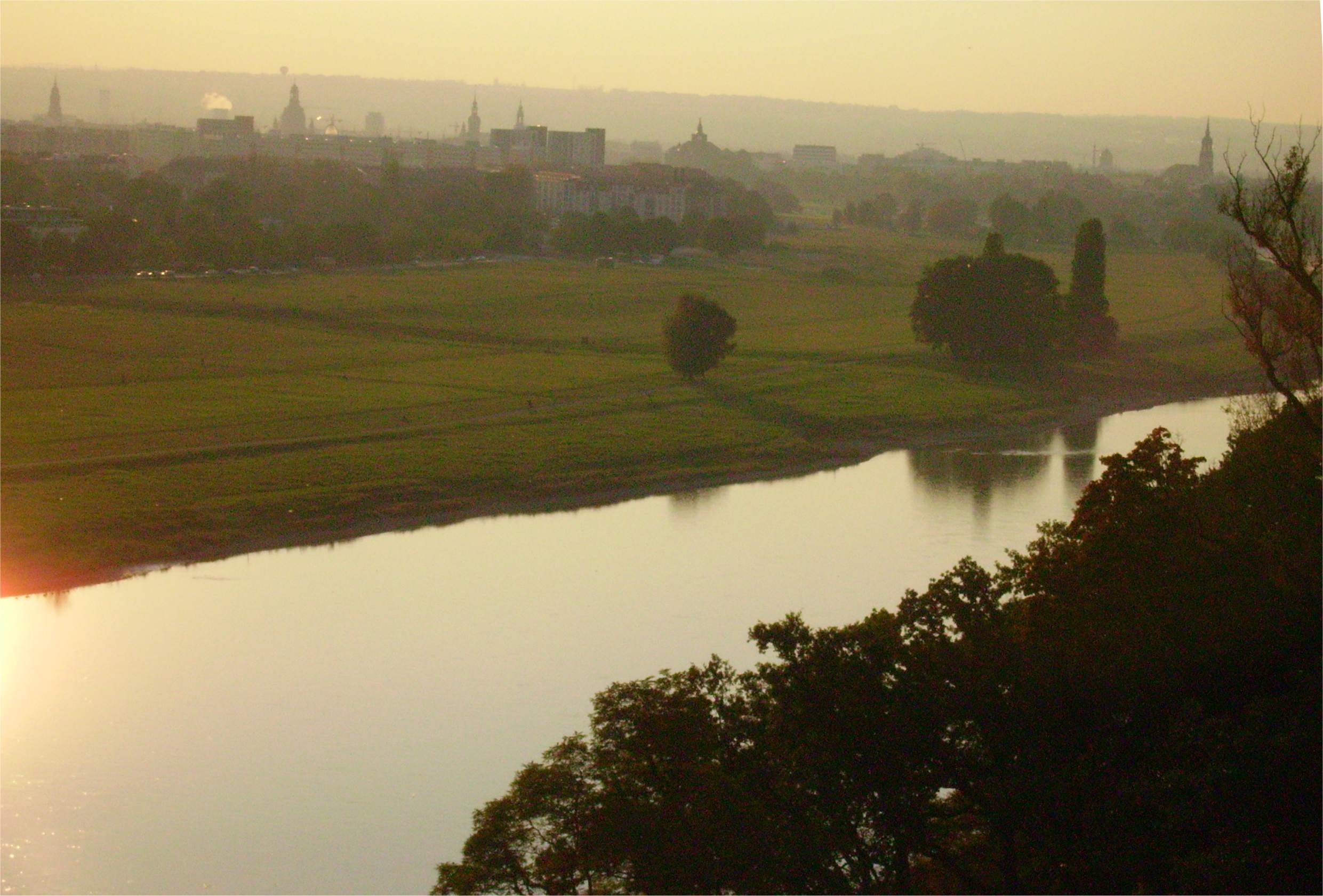
Blick von der Terrasse des Lingnerschlosses (ehemals Sitz des „Welterbezentrums Dresdner Elbtal“) auf die linkselbischen Wiesen. Unweit der Häuserfront in Bildmitte befindet sich heute der Johannstädter Brückenkopf (kreuzungsfreier Knoten Fetscherstraße/Käthe-Kollwitz-Ufer).

Im Rahmen des Wahlkampfes zur Oberbürgermeisterwahl führte Amtsinhaber Herbert Wagner am 29. November 2000 – ungeachtet der zu diesem Zeitpunkt wegen fehlender Unterlagen und Überschreitungen von Lärmgrenzwerten fehlgeschlagenen Planfeststellung und der befürchteten Konflikte mit dem beantragten Welterbe-Schutzgebiet – den Ersten Spatenstich zur Waldschlößchenbrücke aus. Ein Konfliktpotenzial zwischen Weltkulturerbe und geplanter Brücke hatte Berichten zufolge während der von 2000 bis 2002 geführten Diskussionen um das Für und Wider einer Titel-Bewerbung außer dem damaligen OB Herbert Wagner auch der Stadtrat Hermann Henke (beide CDU) gesehen. Wagner ließ seine Bedenken schließlich fallen, weil sich der Freistaat (unter Kurt Biedenkopf (CDU)) für eine Bewerbung aussprach.
Wegen „der Einzigartigkeit des Dreiklangs aus Fluss, Landschaft und Architektur“ ernannte die UNESCO im Juli 2004 die Kulturlandschaft Dresdner Elbtal zwischen den Schlössern Pillnitz im Osten und Übigau im Westen zum Weltkulturerbe.
Von der Ausweisung als Kulturgut von „einzigartigem und universellen Wert“ geht eine Schutzforderung gemäß der Welterbekonvention „zum Nutzen der Menschheit“ aus. Zwar ist die rechtliche Bewertung der Welterbekonvention unter Rechtsexperten umstritten, da ihr 1976 lediglich die Bundesregierung zugestimmt hat und die Konvention im Bundesgesetzblatt nur bekannt gemacht wurde, aber kein Vertrags- oder Zustimmungsgesetz vom Bundestag erlassen wurde, doch ist nach überwiegender Auffassung auch der Freistaat Sachsen aus dem Verfassungsgrundsatz bundesfreundlichen Verhaltens verpflichtet, der der Bundesrepublik Deutschland obliegenden Aufgabe nachzukommen und gemäß der Konvention für „Erfassung, Schutz und Erhaltung“ des Natur- und Kulturerbes Sorge zu tragen. Der Bund hat sich dazu verpflichtet, „eine allgemeine Politik zu verfolgen, die darauf gerichtet ist, dem Kultur- und Naturerbe eine Funktion im öffentlichen Leben zu geben und den Schutz dieses Erbes in erschöpfende Planungen einzubeziehen“ und „hierfür alles in [ihren] Kräften Stehende [zu] tun“. Vom Gesetzgeber erhält, wie in der Zwischenzeit auch gerichtlich festgestellt wurde, die Schutzfunktion als Weltkulturerbe nur eine untergeordnete Bedeutung im aktuellen Brückenstreit, da es seit 1976 nicht in nationales Recht umgesetzt wurde.
Ein durch die Bundesregierung in Auftrag gegebenes Rechtsgutachten kommt zu dem Schluss, dass „jeder Vertragsstaat alles in seinen Kräften stehende zur Erhaltung des Welterbes“ zu tun hätte, und dass auch das Land Sachsen an die Welterbekonvention gebunden sei.
→ Siehe auch: Lindauer Abkommen
Die Planfeststellung wurde aber schon am 25. Februar 2004 beschlossen. In dem Beschluss, so bemängelt Ulrich Fastenrath 2006, Völkerrechtler an der TU Dresden, werde das Elbtal nicht als Weltkulturerbe angesprochen. Die zuständige Denkmalschutzbehörde habe „in Verkennung der völkerrechtlichen Vorgaben und einer Fehleinschätzung der Auswirkungen des Brückenbaus das Weltkulturerbe nicht in ihre Stellungnahme einbezogen“. Das Regierungspräsidium hielt Fastenraths Gutachten vom 9. August 2006 entgegen, dass eine eigene gutachterliche Bewertung der UNESCO-Welterbekommission zu dieser Frage vorausgegangen sei und das Vorhaben als „unbedenklich“ eingestuft worden sei. Auch eine spätere Planfeststellung, die sich auf diese Entscheidung bezogen hätte, wäre also zumindest aus den von Fastenrath angeführten Gründen nicht zu einem anderen Ergebnis gekommen.

### Eilanträge, Kommunalwahl und Bürgerbegehren 2004
Nach dem Planfeststellungsbeschluss wurden mehrere Klagen eingereicht, die als Eilanträge abgewiesen wurden, im Hauptsacheverfahren aber erst ab Anfang 2008 behandelt wurden.
Wegen ernster finanzieller Schwierigkeiten wurde der Brückenstreit auch zum Wahlkampfthema der Kommunalwahl 2004: Die Planfeststellung war zu dem Zeitpunkt erfolgreich abgeschlossen, es gelang dem Stadtrat jedoch monatelang nicht, durch massive Kürzungen einen genehmigungsfähigen Haushalt (Bedingung zum Start eines Investitionsvorhabens) zu beschließen. Als dann kurz vor dem Wahltermin zu den Stadtratswahlen das Regierungspräsidium den Haushaltsentwurf genehmigte, wurde in dieser zeitlichen Nähe von manchem kein Zufall, sondern eine Wahlkampfhilfe für CDU und FDP gesehen, die auf Stadtebene um ihre Mehrheit fürchteten. Trotzdem wurde eine knappe „linke“ Mehrheit aus SPD, Grüne und PDS gewählt.
Wegen der noch schwebenden Eilverfahren gegen das Baurecht vor dem Oberverwaltungsgericht beschloss der neubesetzte Dresdner Stadtrat am 7. September 2004, den Baubeginn und Vergabe vorerst auszusetzen. Der Stadtrat beschloss gegen den Widerspruch von OB Roßberg, die im laufenden Haushaltsjahr für das immer noch in Frage stehende Projekt vorgesehenen 2,7 Mio € Eigenmittel zur Sanierung von Kindertagesstätten zu verwenden. Die Mehrheit im Stadtrat aus SPD, Grüne und PDS konnte dieses Vorhaben nicht umsetzen, da sich herausstellte, dass die für 2004 eingeplanten Brücken-Gelder nicht nur bereits ausgegeben waren, sondern sogar überzogen wurden.
Daraufhin initiierten ADAC, CDU und FDP vermittels der Bürgerinitiative Pro Waldschlößchenbrücke ein Bürgerbegehren auf Bürgerentscheid, welches 17,6 % der wahlberechtigten Bürger unterschrieben. Ein Rechtsgutachten kam zu dem Schluss, dass das Bürgerbegehren wegen eines unzureichenden Kostendeckungsvorschlages unzulässig sein würde. Sofern der Planfeststellungsbeschluss aufgehoben werden müsste, sei auch der Bürgerentscheid hinfällig. „Bei Erfolg eines Bürgerentscheides und einem sofortigen Baubeginn ist jedoch die paradoxe Situation denkbar, dass die Stadt weitere Kosten in erheblicher Höhe für ein Bauprojekt investiert, das sich im Rahmen der gerichtlichen Verfahren als rechtswidrig erweist. Die Stadt müsste eine Investruine beseitigen. Der Schaden wäre immens“, heißt es wörtlich in dem Gutachten des Rechtsanwaltes von Alvensleben.
Am Tag des Bekanntwerdens des Gutachtens zum Bürgerbegehren, dem 4. November, traf bei der Stadt auch der Zuwendungsbescheid des Regierungspräsidiums ein, in dem für den Brückenbau finanzielle Hilfen von in Höhe 96 Millionen Euro (90 % der förderfähigen Kosten) unverbindlich in Aussicht gestellt wurden. Gleichzeitig wurde darin auf Einsparungen gedrängt, auch wenn die Pläne dafür geändert werden müssten. Trotz der Warnung vor einer Investruine wurde der Bürgerentscheid am 7. Dezember 2004 vom Stadtrat für zulässig befunden und für Februar 2005 anberaumt. Der Beschluss wurde mit 54 Ja-Stimmen (CDU, FDP, SPD, PDS und Bürgerfraktion) gegen 2 Nein-Stimmen (Peter Lames [SPD] und Elke Zimmermann [Grüne]) bei 13 Enthaltungen (Grüne, PDS und Bürgerfraktion) gefasst.

### Bürgerentscheid 2005

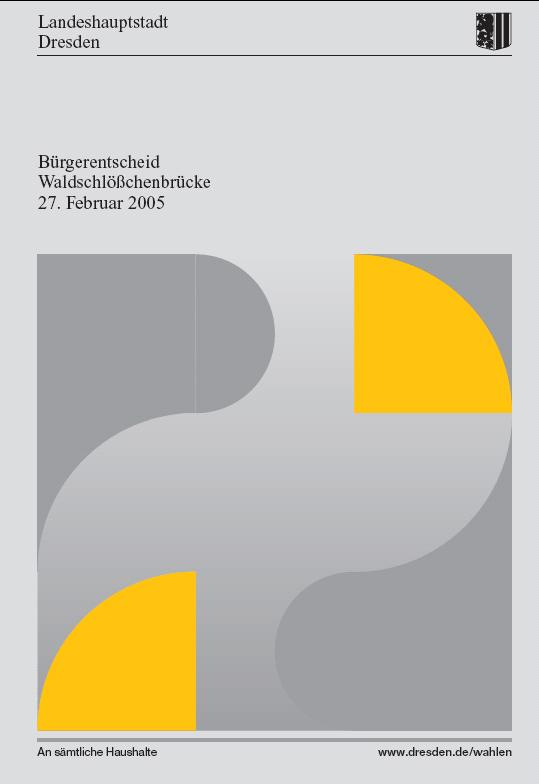
Abstimmungsbüchlein zum Bürgerentscheid

| Gesamt      | Top-5-Abstimmungsbezirke                                                                                 | Lage |
| ----------- | --- | --- |
| Ja 67,9 %   | 83,9 % Weixdorf 80,2 % Schönfeld-Weißig 79,6 % Langebrück 78,4 % Niedersedlitz 78,4 % Prohlis            | Stadtrand, Norden Stadtrand, Nordosten Stadtrand, Norden Stadtrand, Südosten                                                                     |
| Nein 32,1 % | 68,6 % Äußere Neustadt 49,6 % Sonstige Neustadt 43,8 % Friedrichstadt 43,6 % Striesen 39,8 % Johannstadt | zentral, nördlich der Innenstadt zentral, teilweise am nördlichen Brückenkopf zentral, westlich der Innenstadt zentral, am südlichen Brückenkopf |

Bei einer Abstimmungsbeteiligung von 50,8 % stimmten am 27. Februar 2005 67,9 % der Dresdner für den Bau der Brücke und des Verkehrszuges. Es gab in nur einem der 36 Abstimmungsbezirke eine Mehrheit gegen die Brücke, in den anderen 35 eine mehr oder weniger deutliche Mehrheit dafür. Während die Zustimmung in den brückenfernen Abstimmungsbezirken am größten war (bis zu 83,9 %), votierten mehrheitlich pro Brücke auch die direkt an die Brücke angrenzenden Bezirke Johannstadt (60,2 %) und Sonstige Neustadt (50,4 %).
Die Fragestellung lautete: „Sind Sie für den Bau der Waldschlößchenbrücke? – einschließlich des Verkehrszuges der abgebildeten Darstellung –“, wozu die nebenstehende Planskizze abgedruckt war. Die Fragestellung des Bürgerentscheids bezog sich auf einen Verkehrszug bestehend aus einer Brücke und einem Tunnel am nördlichen Brückenkopf. Sein Ergebnis ist für die Stadt bis zum 27. Februar 2008 bindend. Da in den begleitenden Unterlagen ausdrücklich auf das bereits bestehende Baurecht verwiesen wurde, hatte dieses Plebiszit weniger den Charakter einer richtungsbestimmenden Abstimmung, sondern mehr den eines Referendums zur nachträglichen Bestätigung einer bereits gefällten Entscheidung.
Den Teilnehmern des Bürgerentscheids war am Abstimmungstag noch nicht bekannt,
- dass das Dresdner Elbtal wegen dieser Brücke den Titel „Weltkulturerbe“ verlieren könnte (siehe Abschnitt Visualisierungen, Gutachten und Entscheidung „Rote Liste“ ff.),
- dass die zugesagten Fördermittel auch anderen Brückenprojekten zugutekommen könnten (siehe Abschnitt Fördermittel) und
- dass die Waldschlößchenbrücke auch durch eine erhebliche Erhöhung der „Grundsteuer B“ mitfinanziert werden müsste (siehe Abschnitt Eigenmittel). Während die Sächsische Gemeindeordnung[90] in § 24 Abs. 1 vorschreibt: „Ein Bürgerentscheid findet nicht statt über […] Gemeindeabgaben, Tarife und Entgelte […]“, offenbarte CDU-Stadtrat Jürgen Eckoldt bereits zwei Monate nach dem Entscheid, dass man auch eine Grundsteuererhöhung zur Finanzierung der Brücke einkalkulierte.[68] Vor einem solchen Zusammenhang hatte bereits Monate zuvor das Alvensleben-Gutachten mit seinem Abschnitt „Unzureichender Kostendeckungsvorschlag“[57] gewarnt, was aber vor der Abstimmung nicht öffentlich bekannt wurde.

## UNESCO-Konflikt
Bei der Bewerbung um den Titel „Welterbe Dresdner Elbtal“, die sich zeitlich mit der Brückenplanung überschnitt, war die UNESCO über die Absicht zum Bau der neuen Elbquerung in Kenntnis gesetzt worden. Umstritten ist, ob die übermittelten Informationen das geplante Bauwerk richtig, ausreichend detailliert und objektiv darstellten oder ob das Vorhaben verschleiert wurde.

### Gefährdung des Welterbes und Konsequenzen
Im Oktober 2005 wurde bekannt, dass die UNESCO ernste Bedenken gegen das Projekt Waldschlößchenbrücke innerhalb der Welterbestätte geltend machte. Die Weltorganisation verwies darauf, dass die bei der Bewerbung gelieferten Daten und Visualisierungen zur Brücke fehlerhaft gewesen seien. So wurde der Standort der Brücke in einem ICOMOS-Gutachten etwa mit „5 km flussabwärts vom Stadtzentrum“ angegeben, er befindet sich aber 2,5 km flussaufwärts (siehe Kulturlandschaft Dresdner Elbtal#Kommunikationsproblem im Nominierungsverfahren). Warum weder die Dresdner Verantwortlichen noch die UNESCO-Kommission bei der Prüfung des Antrags diesen offensichtlichen Fehler bemerkten, wurde bei den Vermittlungsgesprächen thematisiert, blieb aber letztlich bis heute unklar. Die UNESCO wurde angeblich erst durch Hinweise von Brückengegnern auf die Abweichung aufmerksam, vergleiche Welterbe Dresdner Elbtal.
Außerdem sollen Planungsänderungen (stellenweise höherer Fahrbahnverlauf), die sich in der Folge des Elbhochwassers 2002 ergaben, nicht vollständig aufgeführt gewesen sein. Schließlich war die Visualisierung der Brücke nach Ansicht ihrer Gegner zu suggestiv und unter Ausblendung der betroffenen Sichtbeziehungen erfolgt.

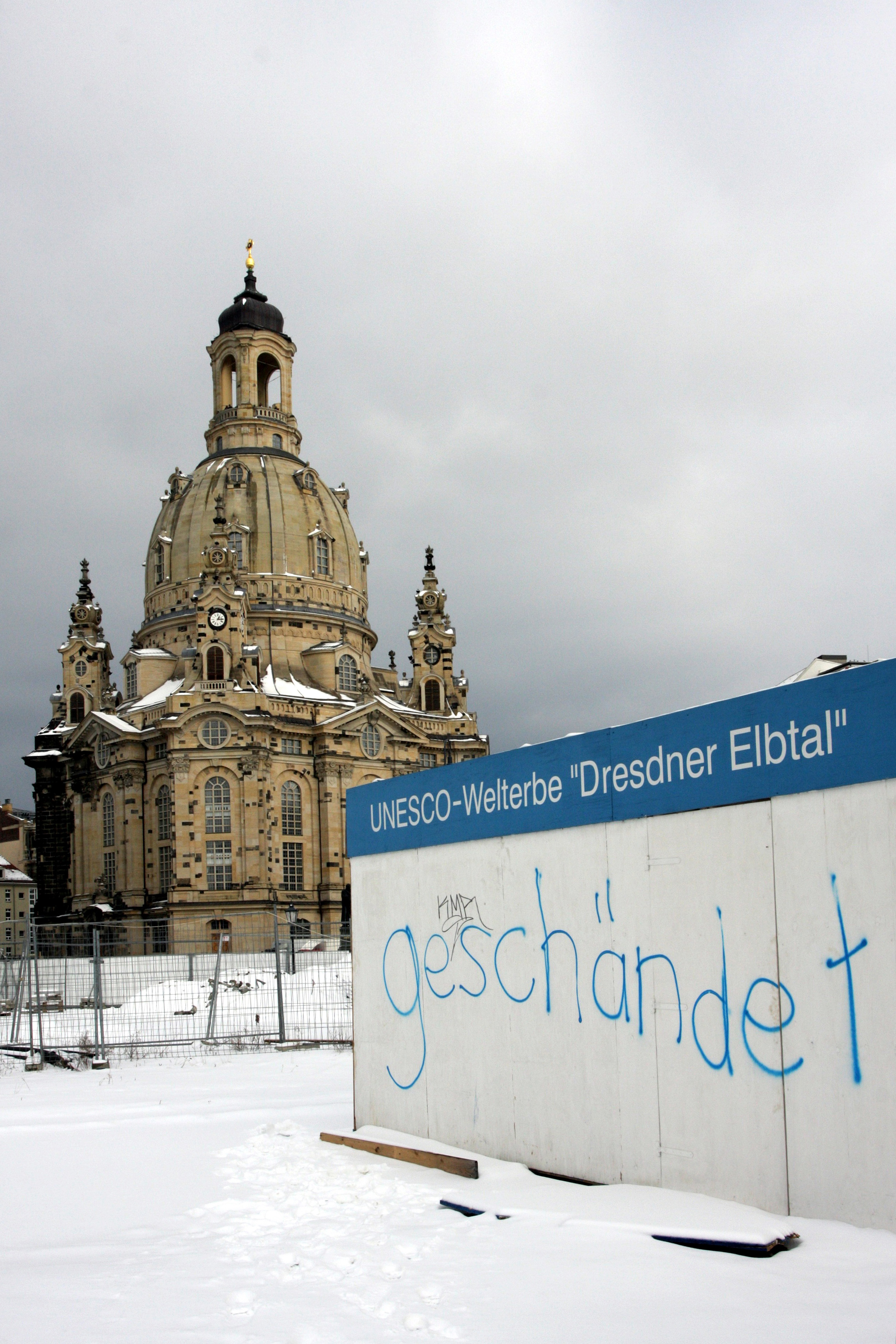
Städtischer Informationspavillon auf dem Neumarkt nach dem „Aus“ des Dresdner Welterbes

Das Sekretariat des Welterbe-Komitees (World Heritage Center Paris) forderte die Stadt Dresden auf, ein unabhängiges Gutachten zur Verträglichkeit der Brücke mit dem Titel „Welterbe“ in Auftrag zu geben. Nach Gesprächen zwischen dem Oberbürgermeister und der UNESCO wurde der für den 22. März 2006 geplante Baustart verschoben, um die Entscheidung auf der 30. Tagung des UNESCO-Komitees in Vilnius abzuwarten. Dort wurde im Juli 2006 die Kulturlandschaft Dresdner Elbtal auf die Rote Liste des gefährdeten Welterbes gesetzt.
Das Ultimatum der UNESCO setzte eine jahrelange Kette politischer und juristischer Auseinandersetzungen in Gang, die in den nachfolgenden Abschnitten ausführlich dargestellt werden. Es kam zu kleinen Umplanungen („Burger-Variante“, siehe unten), mit denen die UNESCO noch umgestimmt werden sollte, sowie zu einem Diskurs über die Realisierbarkeit eines Elbtunnels anstelle der Waldschlößchenbrücke.
Letztlich blieben alle Kompromiss-Bemühungen erfolglos: Nachdem die Verfahren im einstweiligen Rechtsschutz zugunsten der Brücke ausgingen, begannen die Bauarbeiten am 19. November 2007. Auch nach der kurz darauf (Ende Februar 2008) verstrichenen Bindefrist des Bürgerentscheids kam es nicht zu einem Baustopp, unter anderem wegen der dann zu erwartenden Schadenersatzforderungen der Baufirmen. Ein Bürgerbegehren zugunsten eines Elbtunnels wurde für unzulässig erklärt. Die UNESCO versteifte sich auf die Position, dass laut der eingeholten Expertenmeinungen jede oberirdische Elbquerung an dieser Stelle dem Kulturlandschaftsschutz widerspreche. Gemäß dem Vorschlag seines Sekretariats (World Heritage Center Paris) wurde das Welterbe Dresdner Elbtal auf der Sitzung des UNESCO-Welterbe-Komitees am 23. Juni 2009 mit einer Stimmenmehrheit von 14:5 von der Welterbeliste gestrichen.

#### Visualisierungen, Gutachten und Entscheidung „Rote Liste“

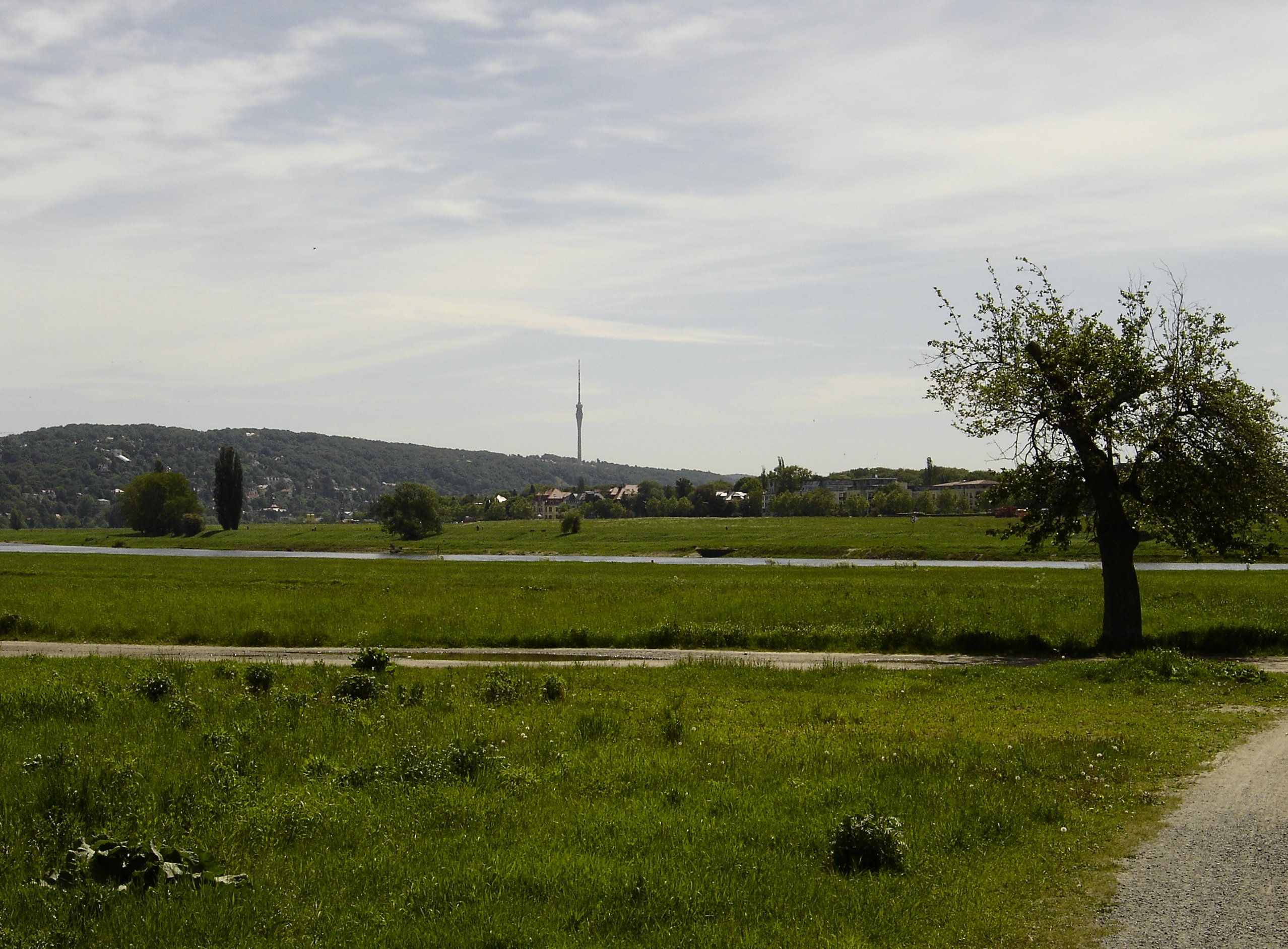
Elblandschaft östlich des vorgesehenen Brückenstandorts im Jahr 2006

Das durch die UNESCO-Bedenken im Mittelpunkt stehende Thema der optischen Wirkungen war zuvor kaum Gegenstand einer sachlichen Diskussion gewesen. Dies war größtenteils der Tatsache geschuldet, dass nahezu keine neutrale Visualisierung existierte, sondern nur solche, die zweckgebunden von Brückenbefürwortern oder -gegnern erstellt worden waren. Da das Aussehen der Brücke selbst sowie die durch sie verursachten Störungen von Blickbeziehungen (beispielsweise beim berühmten Waldschlösschenblick) wesentlich vom gewählten Betrachtungsstandpunkt abhängig sind, warfen sich Befürworter und Gegner wiederholt gegenseitig vor, Aufnahmen aus unrealistischen (Frosch- oder Vogel-)Perspektiven oder mit realitätsfernen (Tele-)Brennweiten zu verwenden.
Nachdem die UNESCO ihre Bedenken äußerte, ließ die Dresdner Stadtverwaltung drei Visualisierungen erstellen, und zwar:
- das von der UNESCO geforderte Gutachten durch die RWTH Aachen[2]
- ein „Virtuelles 3D-Stadtmodell“ (Eine daraus erstellte Filmpräsentation mit Ansichten eines Teils des Weltkulturerbegebiets einschließlich Waldschlößchenbrücke, größtenteils aus der Vogelperspektive, stellt die Landeshauptstadt zum Download bereit, siehe Waldschlößchenbrücke#Weblinks)
- eine Visualisierung durch das Berliner Büro ESKR Ingenieure+Architekten, das den ausgewählten Brückenentwurf erstellt hatte

Die Dresdner Professoren Stritzke, Schnabel, Opitz, Lippold, Weise, Lohse und Rüger warfen dem Aachener Gutachten in einer Stellungnahme unter Mitwirkung von Ex-Bauaufsichts-Amtsleiter Nieschler „zahlreiche Unkorrektheiten“ vor. Dieses Gutachten der RWTH Aachen wurde zur Entscheidungsgrundlage auf der 30. Tagung des UNESCO-Komitees in Vilnius, zusätzlich erhielten die Delegierten eine von der Stadtverwaltung erstellte Broschüre, der aber keine eigenen Sichtfelduntersuchungen zugrunde liegen.
Da die durch das Entwurfsbüro ESKR Ingenieure+Architekten erstellte Visualisierung nichtöffentlich nur den Mitgliedern des Kuratoriums Welterbe Dresdner Elbtal gezeigt wurde, druckte eine Dresdner Tageszeitung deshalb am Tag des ursprünglich geplanten Baustarts (22. März 2006) anstelle dieser erhofften, von objektiver Quelle erstellten Visualisierung eine durch die Grüne Liga erstellte und schrieb im zugehörigen Artikel: „Baubürgermeister Herbert Feßenmayr […] O-Ton: ‚Das ist nicht das, was wir zeigen wollen’. Und kurz darauf sagt er noch: ‚Das ist nicht das, was wir bauen wollen’. Zumindest der Laie wundert sich, nimmt er doch an, Architekten wüssten am besten, was sie bauen wollen. Übrigens, einige Mitglieder sollen nach Ansicht genau dieser Bilder wenig erfreut, wenn nicht gar schockiert gewesen sein.“
Das von der UNESCO geforderte Gutachten des Aachener Stadtplaners Kunibert Wachten, der für die UNESCO schon ein ähnliches Gutachten für den Kölner Dom erstellt hatte, liegt seit April 2006 vor. Er kommt zu dem Schluss,
- die Brücke sei ein „Sonderling“, der sich nicht in die Kette der Dresdner Stadtbrücken einreihe
- die Brücke verstelle einige wichtige Blickbeziehungen auf die Silhouette Dresdens wie auf das Elbtal
- die Brücke zerteile den Landschaftsraum des Elbbogens an seiner empfindlichsten Stelle irreversibel in zwei Hälften

und bezeichnet die dritte dieser Feststellungen als die aus Gutachtersicht entscheidende.
Auf ihrer Tagung in Vilnius setzte die UNESCO am 11. Juli 2006 das Dresdner Elbtal auf die Rote Liste des gefährdeten Welterbes. Auf der Sitzung wurde die ursprüngliche Beschlussvorlage durch Androhung der sofortigen Streichung verschärft, nachdem bekannt geworden war, dass die Vergabe der Bauleistungen bereits als Bestandteil der Tagesordnung des Dresdner Stadtrats für den 20. Juli feststand. Aussage der UNESCO-Kommission: „Das Komitee forderte Deutschland dringend auf, das Bauvorhaben „Waldschlößchenbrücke“ in Dresden zu stoppen und nach alternativen Lösungen zu suchen, um den Schutz der Kulturlandschaft Dresdner Elbtal sicherzustellen.“

### Folgeentscheidungen
Brückengegner wie etwa Nobelpreisträger Günter Blobel, der sich bei der UNESCO persönlich für die erneute Beschäftigung mit dem Dresdner Elbtal einsetzte, sehen die Entscheidung als Chance, die Alternative eines Tunnels wieder ins Gespräch zu bringen. Eine solche Lösung könnte die ästhetischen Probleme der Brücke umgehen und trotzdem dem Bürgerwillen zur Elbquerung gerecht werden. Die von den Brückengegnern angemahnten verkehrlichen Probleme würden für den Tunnel jedoch genauso gelten.
Die Meinung der Dresdner nach der Vilniuser UNESCO-Entscheidung wurde durch zwei repräsentative Umfragen erforscht: Donsbach (TU Dresden) ermittelte im Juli 2006 zu der Frage „Und wenn es zu einem neuen Bürgerentscheid kommt – Würden Sie dann für den Bau der Brücke stimmen?“: 50 % für Waldschlößchenbrücke, 37 % dagegen, Rest unentschieden. Das Institut für Marktforschung Leipzig konstatierte einen Monat später (im MDR-„artour“ vom 31. August 2006): 39 % für Brücke an ursprünglich geplanter Stelle, 46 % für Brücke an anderer Stelle oder Tunnel, 12 % für überhaupt keine neue Elbquerung.
Trotz geänderter Randbedingungen ist es dem Stadtrat laut Sächsischer Gemeindeordnung (§ 24) verwehrt, die vom Bürger getroffene Entscheidung zu revidieren. Laut dem Gesetzeskommentar von Krieger/Menke/Arens gelte vielmehr, „dass ein Bürgerentscheid innerhalb von drei Jahren nicht geändert werden kann, auch wenn sich die zugrunde liegenden Verhältnisse seitdem maßgeblich geändert haben. Durch diese Bestimmung soll verhindert werden, dass eine Entscheidung des Volkes durch den Stadtrat unterlaufen werden kann.“
Um trotzdem der geänderten Situation Rechnung zu tragen, wurde die Forderung nach einem neuen Bürgerentscheid erhoben, denn nur die Bürger selbst können einen getroffenen Entscheid verändern oder aufheben. Ein solches Vorgehen wurde vielfach als die demokratischste und „sauberste Lösung“ bezeichnet. Von den meisten Brückenbefürwortern wird eine erneute Befragung jedoch abgelehnt. Auch der Jurist Ulrich Fastenrath (TU Dresden) hält eine Wiederholung mit ähnlicher Fragestellung für ausgeschlossen, da durch Vorhaben, die den Schutz eines der UNESCO-Welterbekonvention unterliegenden Kulturgutes missachten, gesetzwidrige Ziele verfolgt würden.

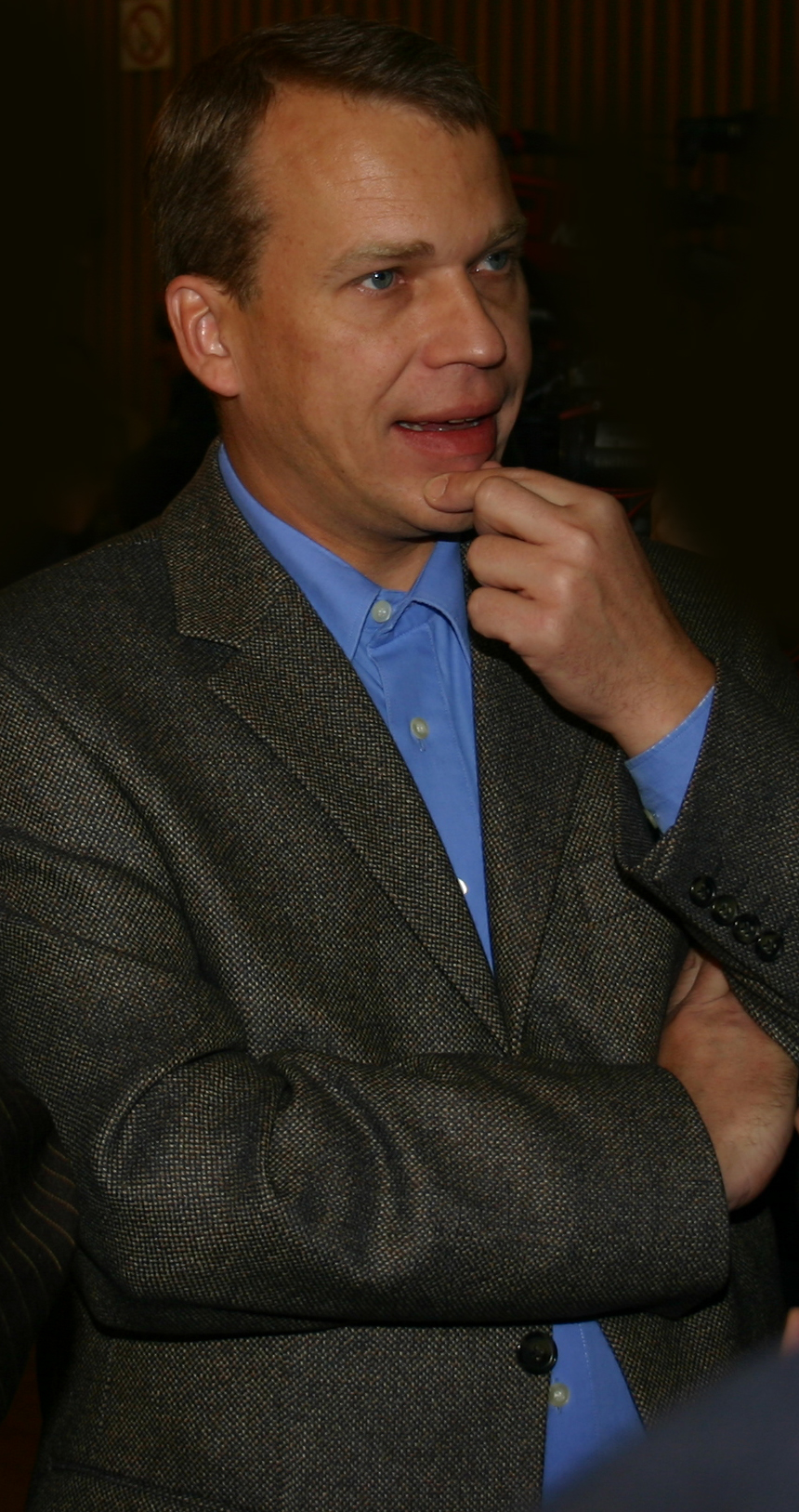
Ingolf Roßberg

Nach der Entscheidung der UNESCO traf sich der Dresdner Stadtrat in einer Sondersitzung am 20. Juli 2006. Der Stadtrat beschloss, die Suche nach einem Kompromiss zwischen dem Wunsch nach einer Brücke und den Ansprüchen des Welterbestatus zu beginnen. Dazu wurde der Baubeginn ausgesetzt. Um den bestehenden Bürgerentscheid nicht zu übergehen, sollte den Dresdnern die Möglichkeit gegeben werden, in einem neuen Bürgerentscheid unter Berücksichtigung aller neuen Fakten noch einmal zu entscheiden. Ein Stadtratsbeschluss wäre bis zum Februar 2008 die einzige Möglichkeit zur Initiierung eines Brücken-Bürgerentscheids, da laut Gemeindeordnung (§ 25) „ein Bürgerbegehren […] nur Angelegenheiten zum Gegenstand haben [darf], über die innerhalb der letzten drei Jahre nicht bereits ein Bürgerentscheid auf Grund eines Bürgerbegehrens durchgeführt worden ist“. Die konservative Minderheit im Stadtrat stimmte gegen den neuen Bürgerentscheid, so dass die notwendige Zwei-Drittel-Mehrheit nicht zustande kam.
Daraufhin legte Baubürgermeister Feßenmayr in Vertretung des inzwischen wegen Verdachts auf Untreue suspendierten Oberbürgermeisters Roßberg Widerspruch gegen Teile der Stadtratsbeschlüsse ein, weil der Baustopp rechtswidrig sei. Der Stadtrat bestätigt jedoch seine Beschlüsse, woraufhin der amtierende Oberbürgermeister Vogel am 10. August erneut Widerspruch einlegte und die Verantwortung dem Regierungspräsidium (RP) übergab.
Das Regierungspräsidium bewertete die Stadtratsbeschlüsse als rechtswidrig und forderte deren Aufhebung bis zum 24. August 2006 bei Androhung der Vergabe der Bauleistungen per Ersatzvornahme. Auf der dritten Sondersitzung am 24. August beschloss der Stadtrat, den Antrag auf Planfeststellung beim RP zurückzuziehen. Außerdem wurde der Oberbürgermeister beauftragt, gegen eventuelle Ersatzvornahmen des RP sofort Widerspruch beim Verwaltungsgericht einzulegen.
Der Oberbürgermeister reichte daraufhin noch am selben Tag fristgerecht Widerspruch beim Regierungspräsidium ein, welches am 25. August 2006 den Sofortvollzug der Vergabe der Bauleistungen anordnete.

#### Stadtrat
Die Mehrheit (aus SPD, Linkspartei, Grünen und einem Teil der Bürgerfraktion) will den Welterbetitel erhalten und fordert die demokratische Legitimation durch einen Bürgerentscheid. Aber auch ohne einen erneuten Bürgerentscheid sieht man sich nicht gezwungen, die Bauaufträge sofort zu vergeben, gestützt auf ein Rechtsgutachten der TU Dresden, demzufolge die völkerrechtlichen Verträge zwischen UNESCO und der Bundesrepublik Deutschland die Dresdner verpflichten, den Welterbestatus zu sichern. Ein Bürgerentscheid, der den Titelverlust zur Folge habe, verstieße gegen das Völkerrecht und wäre damit nicht Rechtens. Das durch die Brückenbefürworter beauftragte Gutachten der Universität Köln (siehe Abschnitt Entscheidung der ersten Instanz) sieht diese Schlussfolgerung hingegen als unzutreffend an. Die Grünen stehen einer Querung an dieser Stelle grundsätzlich ablehnend gegenüber.
CDU und FDP und der andere Teil der Bürgerfraktion sehen in der Entscheidung der UNESCO eine Intrige der Brückengegner. Sie warnen vor dem Einfluss „supranationaler Kommissionen“ und bezichtigten die UNESCO der Erpressung. Sie nehmen den Verlust des Titels in Kauf und begründen dies mit der Entscheidung der Bürger von 2005, der Zeit vor dem Welterbekonflikt. So bezeichnete der Dresdner FDP-Politiker Jan Mücke die UNESCO als undemokratisch, „die Dresdner hätten die Brückenfrage abschließend entschieden“ und plädiert für die Konfrontation mit der UNESCO: „Die Stadt bleibe immer Weltkulturerbe der Herzen“. Auch Sachsens Ex-Ministerpräsident Kurt Biedenkopf rät zum Verzicht auf den Welterbestatus. „Die Touristen kommen trotzdem“, so Biedenkopf. Die Gegner eines neuen Bürgerentscheids begründen ihre Haltung mit den Ergebnissen mehrerer Gutachten (siehe Abschnitt Verwaltungsgericht Dresden), welche darlegen, dass die Welterbekonvention der UNESCO rein rechtlich nicht unmittelbar für Dresden gelte, da die Bundesrepublik die Verträge nicht in bundesdeutsches Recht umgesetzt hat.

#### Stadtverwaltung
Die Stadtverwaltung hat als ausführende Gewalt dafür zu sorgen, dass das Ergebnis des rechtskräftigen Bürgerentscheides umgesetzt wird.
Sächsische Gemeindeordnung:
§ 24 Bürgerentscheid
(3) Bei einem Bürgerentscheid ist die Frage in dem Sinne entschieden, in dem sie von der Mehrheit der gültigen Stimmen beantwortet wurde, sofern diese Mehrheit mindestens 25 vom Hundert der Stimmberechtigten beträgt. …
(4) Der Bürgerentscheid steht einem Beschluß des Gemeinderates gleich. Er kann innerhalb von 3 Jahren nur durch einen neuen Bürgerentscheid abgeändert werden.
Die Dresdner Stadtverwaltung, vertreten durch den amtierenden Oberbürgermeister, sieht sich gezwungen, den Stadtratsbeschlüssen zum Bauaufschub zu widersprechen. Sie sieht sich durch den Bürgerentscheid von 2005 verpflichtet, die Brücke zu bauen. Nur ein erneuter Bürgerentscheid könnte sie von dieser Pflicht befreien. Dieser fand im Stadtrat jedoch nicht die nötige Zweidrittelmehrheit.

#### Regierungspräsidium
Das Dresdner Regierungspräsidium (RP; seit 1. August 2008 Landesdirektion) ist die kommunale Aufsichtsbehörde des Freistaates Sachsen. Trifft die Stadt ungesetzliche Entscheidungen, so ist es durch seine Rechtsaufsicht verpflichtet, einzugreifen.
Das RP teilt die Auffassung des Bundesverfassungsgerichtes, wonach der Bürgerentscheid für die Verwaltung bindend sei, die völkerrechtlichen Verträge mit der UNESCO demgegenüber nachrangig. „Zwischen der Landeshauptstadt Dresden und der UNESCO bestehen keine unmittelbaren Beziehungen“ heißt es in einer Presseerklärung.
In seinem Handeln folgt das Regierungspräsidium der bestehenden Rechtslage und setzt den Beschluss des OVG Bautzen um. Dieses Vorgehen wird von Brückengegnern kritisiert. Die deutsche UNESCO-Kommission bezeichnet die Haltung des RP als „nicht haltbar“ und „eine Bankrotterklärung an das Welterbe-Programm“. Sie erinnerte daran, dass die Chancen der 13 deutschen Bewerber um das Prädikat „Welterbe“ sinken, wenn Deutschland derart mit dem Welterbe umgeht. Der stellvertretende Sächsische Ministerpräsident Jurk (SPD) kritisiert: „Ich halte das Vorgehen des Regierungspräsidiums für rechtlich nicht geboten. In einer so schwierigen Situation darf man nicht mit dem Kopf durch die Wand, sondern sollte alle Ermessensspielräume ausnutzen.“ Dieser Sichtweise schloss sich auch der Völkerrechts-Professor der TU Dresden Ulrich Fastenrath an, indem er äußerte: „Das Regierungspräsidium hätte das öffentliche Interesse an der Erhaltung des Weltkulturerbetitels durchaus höher bewerten […] können“. Das RP entgegnete daraufhin, nach den Ausführungen des OVG sei es „zum Sofortvollzug in der Auftragsvergabe […] nicht nur berechtigt, sondern sogar verpflichtet.“

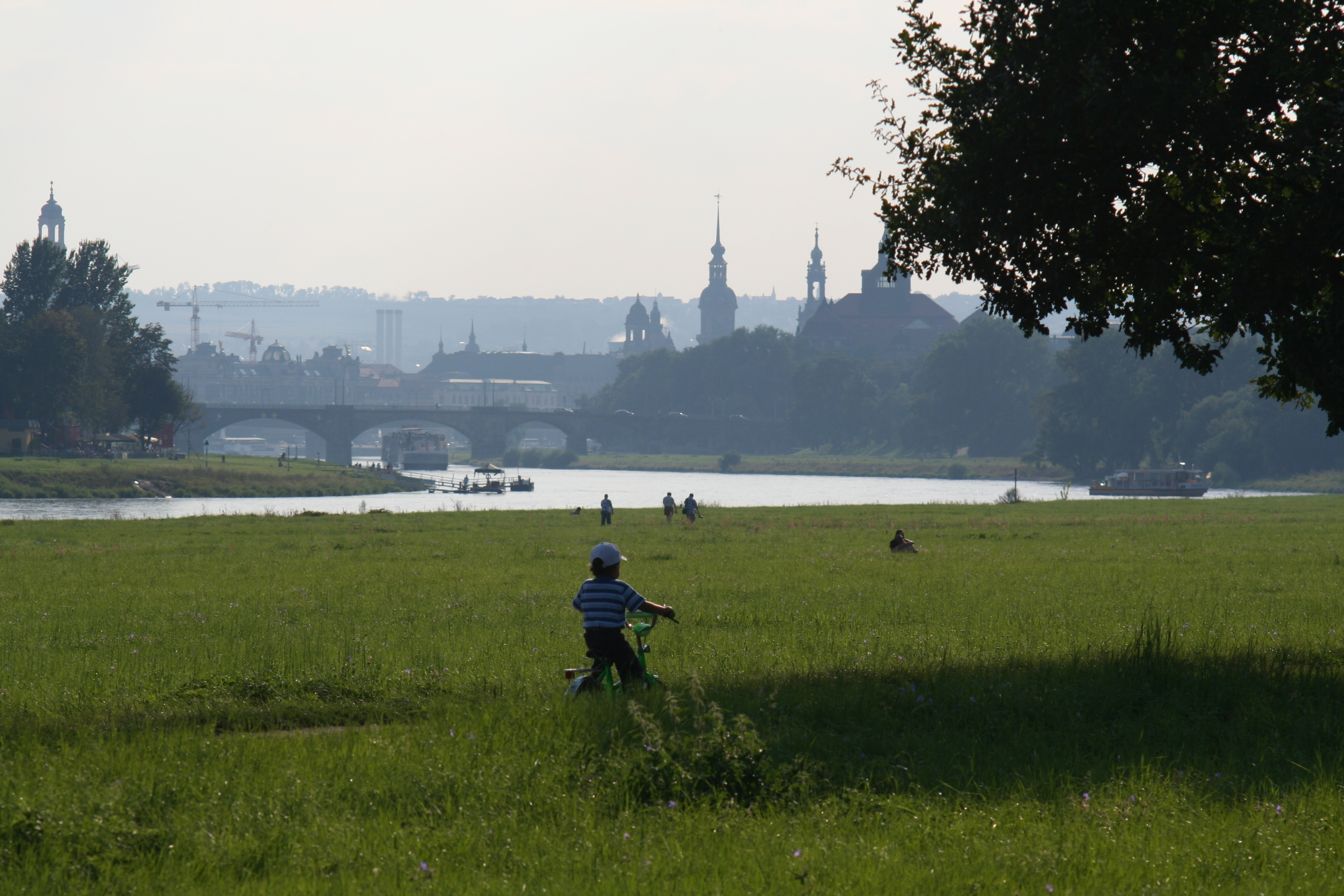
Achse vom Scheitelpunkt des Elbbogens (Standort der Waldschlößchenbrücke) in Richtung Stadtzentrum, aufgenommen mit einem Teleobjektiv.

### Juristische Verfahren

#### Verwaltungsgericht Dresden
Zuständig ist zuerst das Verwaltungsgericht Dresden. Es stoppte auf Antrag der Landeshauptstadt Dresden zunächst die Bauvergabe vorläufig und gab am 30. August der Klage der Stadt Dresden statt. In seinem Beschluss sah es eine Verpflichtung des Freistaates gegenüber der UNESCO und bestätigte somit die Auffassung des Gutachtens von Fastenrath (TU Dresden). Auch wenn die Welterbekonvention allein für die Bundesrepublik gelte, sei Sachsen als Bundesland durch die Bundestreue verpflichtet, dem Bund in seinen völkerrechtlichen Vereinbarungen nicht zu schaden. Es sei demnach beim Ermessen zu berücksichtigen, „ob der Bund in die Gefahr einer völkerrechtlichen Vertragsverletzung gerät“. Die Befürworter hielten dies durch das Rechtsgutachten von Schöbener (Universität Köln) für widerlegt. Demnach setze „eine innerstaatliche Verpflichtung zur […] völkerrechtskonformen Auslegung nationaler Rechtsnormen […] voraus, dass (a) das Vertragsschlussverfahren verfassungsrechtlich ordnungsgemäß durchgeführt worden ist (Abschlusskompetenz), und (b) die aus dem völkerrechtlichen Vertrag sich ergebenden Pflichten verfassungsrechtlich ordnungsgemäß in nationales Recht umgesetzt worden sind (Transformationskompetenz). Für die Welterbekonvention fehlt es an beiden Voraussetzungen.“
Zudem sah das Verwaltungsgericht einen Widerspruch im Verhalten des Freistaates Sachsen, der an der Bewerbung der Weltkulturerbestätte mitgewirkt habe, aber Verpflichtungen auf sich ablehne. Zudem sei „eine neue Sachlage geschaffen“ worden, die Zeit für Verhandlungen benötige. Die Beschlüsse des Stadtrates seien „derzeit nicht geeignet, den Vorwurf einer schuldhaften Verzögerung der Umsetzung des Bürgerentscheids zum Bau der Brücke zu begründen.“
Damit folgte das Gericht der völkerrechtsfreundlichen Auffassung zur Anwendung des Weltkulturerbeübereinkommens (UNESCO-Welterbekonvention) im genannten TU-Gutachten. Diesem widersprach jedoch das Gutachten von Schöbener, wonach es der Bundesrepublik für eine verfassungsgerechte Einschränkung der kommunalen Selbstverwaltung an der gesetzlichen Regelung fehle. Das sei nach Art. 28 Abs. 2 S. 1 GG nur […] im Rahmen der Gesetze […] möglich. Für die genannten völkerrechtlichen Verträge treffe das nicht zu.
Weitere Gutachten im Auftrag von Brückenbefürwortern durch den Rechtsanwalt und ehemaligen sächsischen Staatsminister Brüggen und Peine (Universität Frankfurt(Oder)) widersprachen ebenfalls dem Gutachten von Fastenrath. Sie legten dar, dass die Welterbekonvention für Deutschland nur eine Absichtserklärung mit weitem Gestaltungsspielraum sei und sie rein rechtlich kein Hindernis zum Bau der Brücke darstelle und die Beschlüsse des Stadtrates vom 24. August 2006 rechtswidrig seien. Das Übereinkommen mit der Welterbekonvention selbst schreibe in dessen Artikel 31 die Ratifikation oder Annahme des Vertrages durch […] verfassungsrechtliche Maßnahmen vor. Laut Art. 59 Abs. 2 GG hätte dafür verfassungsrechtlich zwingend ein Vertragsgesetz erlassen werden müssen. Das sei bis heute nicht erfolgt.

#### Oberverwaltungsgericht Bautzen
Nachdem das Regierungspräsidium Beschwerde gegen die Entscheidung des Dresdner Verwaltungsgerichts erhob, musste sich das Oberverwaltungsgericht (OVG) Bautzen mit den Stadtratsbeschlüssen und der dagegen gerichteten Ersatzvornahme befassen. Die Richter trafen zunächst keine Entscheidung in der Sache, sondern ordneten eine Mediation an. Dabei sollte mit Hilfe eines unabhängigen Partners eine gütliche Einigung gefunden werden. Das Gericht begründete den ungewöhnlichen Weg damit, dass egal welche Entscheidung getroffen werde, diese unbefriedigend sein müsse. Dieser Streit sei nur äußerst bedingt justiziabel, beim Konflikt zwischen unmittelbarer kommunaler Demokratie und Völkerrecht lasse es sich nicht vermeiden, dass eine Seite Schaden nähme. Bei dem Erörterungstermin, auf dem diese Anordnung getroffen wurde, machte das Gericht keine Vorgabe zum Rahmen einer Einigung. Der Freistaat Sachsen gab hingegen zu Protokoll, dass sich „eine Modifikation der Planung […] im Rahmen des Planfeststellungsbeschlusses bewegen“ müsse.
Als Mediatoren waren vom 12. Dezember 2006 bis 24. Januar 2007 tätig:
- Klaus J. Beckmann, Leiter des Deutschen Instituts für Urbanistik
- Irene Wiese-von Ofen, Beigeordnete a. D. der Stadt Essen für Stadtplanung, Bau und Boden
- Karl Ganser, Stadtplaner und ehemaliger Geschäftsführer der Internationalen Bauausstellung, Emscher Park mbH
- Jaroslav Kilián, freier Architekt in der Slowakei
- Bernd Streitberger, Beigeordneter Stadtentwicklung, Planen und Bauen Köln

Das Gremium tagte mit Moderation durch Birgitta Ringbeck, Vertreterin der Länder für das UNESCO-Welterbe der Kultusministerkonferenz, und im Beisein je eines Vertreters des Auswärtigen Amtes und des Freistaates. In dem abschließend vorgelegten Sachverständigenbericht negierte die Mediatorengruppe die Vorgaben des OVG für die Mediation explizit: Weder der Bürgerentscheid noch die vorliegende Planfeststellung seien als Ausgangspunkt einer Vermittlung akzeptabel. Weiter wurde die Auffassung vertreten, dass die geplante Brücke die gewachsene Kulturlandschaft in dieser Ausformung und Dimension nicht respektiere und deshalb eine neue Planung unumgänglich sei. Auch ein Tunnel an gleicher Stelle sei dabei mit dem Welterbestatus nicht vereinbar, da dieser aus Sicherheitsgründen vierspurig auszulegen und in der Verkehrswirksamkeit einer vierspurigen Brücke gleichwertig sei.
Nach dem Scheitern der Mediation beantragte das Regierungspräsidium Dresden am 25. Januar 2007 die Wiederaufnahme des Verfahrens beim OVG Bautzen. Am 9. März 2007 änderte das OVG Bautzen den Beschluss des Verwaltungsgerichts Dresden letztinstanzlich ab. Die Landeshauptstadt wurde zum Brückenbau infolge der Umsetzung des Bürgerentscheids verpflichtet. In dem Beschluss wird darauf verwiesen, dass die gescheiterten Verhandlungen zwischen Stadt und UNESCO keine weitere Verzögerung der Umsetzung des Bürgerentscheids mehr rechtfertigten. Zur Begründung wird angeführt, dass „dem auch auf kommunaler Ebene zu verwirklichenden Demokratieprinzip entscheidende Bedeutung“ zukomme. Eine unmittelbare juristische Bindung der Welterbekonvention liege nicht vor, da eine Umsetzung in nationales Recht nicht erfolgte. Das Oberverwaltungsgericht ist die höchste Instanz der sächsischen Verwaltungsgerichtsbarkeit, der Beschluss damit unanfechtbar.

#### Verfassungsgerichte
Die Stadtratsmehrheit forderte daraufhin den Oberbürgermeister auf, den verfassungsgerichtlichen Weg zu beschreiten. Die beiden von der Landeshauptstadt eingereichten Verfassungsbeschwerden wurden
- vom Sächsischen Verfassungsgerichtshof als unzulässig abgewiesen[129] und
- vom Bundesverfassungsgericht nicht zur Entscheidung angenommen.[130]

Beide Gerichte entschieden, dass das OVG eine hinreichend genaue Abwägung getroffen habe, und dass sich der Stadtrat nicht auf das Grundrecht der allgemeinen Handlungsfreiheit berufen dürfe, um vom Ergebnis des Bürgerentscheides abzuweichen. Da eine Kommune Träger staatlicher Gewalt sei, handle es sich bei einer Weisung durch das Regierungspräsidium „nicht um einen Anwendungsfall der Grundrechte.“Rn.24 Zusätzlich wies das Bundesverfassungsgericht darauf hin, dass selbst bei voller Bindungswirkung der Welterbekonvention in nationalem Recht deren Inhalt den Bürgerentscheid nicht unbedingt rechtswidrig mache. Die Konvention, so das Gericht,

„bietet nach Konzeption und Wortlaut keinen absoluten Schutz gegen jede Veränderung… Die Vertragsstaaten des Übereinkommens haben ausdrücklich die Souveränität der Staaten…anerkannt (Art. 6 Abs. 1 der Welterbekonvention); die Erfüllung des Schutzauftrages ist zuvörderst Aufgabe der Vertragsstaaten (Art. 4); der Schutzauftrag konkretisiert sich in seiner internationalen Dimension in der ‚Einrichtung eines Systems internationaler Zusammenarbeit und Hilfe, das die Vertragsstaaten in ihren Bemühungen um die Erhaltung und Erfassung [des Kultur- und Naturerbes] unterstützten soll‘ (Art. 7). In Anbetracht dieses völkerrechtlichen Rahmens ist es verfassungsrechtlich möglich, dass sich der in einer förmlichen Abstimmung festgestellte Bürgerwille…in einem Konflikt über die planerische Fortentwicklung einer Kulturlandschaft durchsetzt. Dies gilt jedenfalls dann, wenn zuvor in einem Verhandlungsprozess erfolglos nach einer Kompromisslösung gesucht wurde. Als Folge müssen dann gleichwohl die möglichen Nachteile aus der Entscheidung – wie etwa der Verlust des Welterbestatus und ein damit einhergehender Ansehensverlust – in Kauf genommen werden.“

### Vermittlungsversuche und Konsequenzen
Der Vorsitzende des „Bundestagsausschusses für Kultur und Medien“ Hans-Joachim Otto (FDP) kritisierte im September 2006 unter anderem die UNESCO-Kommission und begründete seine Kritik damit, dass auch auf der Seite der UNESCO Fehler (siehe Kommunikationsproblem im Nominierungsverfahren des Dresdner Welterbes) passiert seien. Bei einer eigens zur Kompromissfindung im Brückenstreit stattgefundenen Sondersitzung des Kulturausschusses des Bundestages am 28. September 2006 verwies die UNESCO auf ICOMOS, die als Berater und Gutachter an der Arbeit des UNESCO-Welterbekomitees beteiligt sind und ein fehlerhaftes Gutachten erstellt hätten. Die UNESCO räumte dabei ein,

„dass ihr die Bauabsicht der Brücke schon bei ihrer Entscheidung, Dresden den Weltkulturerbetitel zu verleihen, bekannt war“

„dass der dafür vorgesehene Korridor zutreffend in den Plänen eingetragen war“

und

„dass nicht die Stadt Dresden, sondern die von der UNESCO […] beauftragte ICOMOS für das von der UNESCO reklamierte Informationsdefizit verantwortlich ist.“

Fünf Wochen nach dem Scheitern der Mediation debattierte am 2. März 2007 der Deutsche Bundestag nochmals über den Dresdner Brückenstreit.
Nach der unanfechtbaren Gerichtsentscheidung vom 9. März 2007 wurde das infolge des UNESCO-Konflikts gestoppte Vergabeverfahren fortgesetzt, indem der amtierende Oberbürgermeister Lutz Vogel die unterlegenen Bieter informierte. Nach Prüfung erhobener Widersprüche durch die Vergabekammer stand die Erteilung der Aufträge („der Zuschlag“) an. Die damit drohende Aberkennung des Weltkulturerbe-Titels führte zur Verschärfung der Auseinandersetzung.
Der Staatsministers für Umwelt und Landesentwicklung Arnold Vaatz griff als Verfechter für den Bau Kritiker zum Teil scharf an. Dies führte im Frühjahr 2007 zu entsprechenden Reaktionen und zu den Austritten des Intendanten der Dresdner Musikfestspiele, Hartmut Haenchen und des Präsidenten der sächsischen Akademie der Künste und Vorsitzenden des Welterbe-Kuratoriums, Ingo Zimmermann aus der CDU. Der Streit in Dresden und Sachsen erregte überregional große politische und journalistische Aufmerksamkeit. Anfang April 2007 stellte Bundesverkehrsminister Wolfgang Tiefensee die Bereitstellung der Fördermittel des Bundes (der GVFG-Zuschuss von 80 Mio. € deckt mehr als 50 % der Gesamtkosten) in Frage und bot eine Beteiligung an den Mehrkosten für eine mit der UNESCO abgestimmte Elbquerung an. Nach juristischer Prüfung schlossen sich mehrere Bundesministerien der Forderung an, „keine […] Mittel aus dem Bundeshaushalt für den Bau in der bisher vorgesehenen Ausführung einzusetzen.“ Auch das sächsische CDU/SPD-Regierungsbündnis wurde durch den Streit belastet.

#### Perspektivenwerkstatt
Ab dem 28. April 2007 tagte im Dresdner Haus der Architekten mehrmals sonnabends die von den Mediatoren angeregte moderierte Perspektivenwerkstatt unter Beteiligung von Vertretern der einladenden Stadtverwaltung, der Stadtratsfraktionen und der UNESCO. Das Forum sollte sich aber nach dem Willen der Veranstalter wegen des inzwischen ergangenen OVG-Urteils abweichend von der Empfehlung der Mediatoren ausschließlich mit möglichen Brückenkörper-Varianten befassen, die sich innerhalb der Vorgabe des Bürgerentscheids bewegten.
Die Architekturbüros Leonhardt, Andrä und Partner, Ben van Berkel, Dietmar Feichtinger, Frei Otto, Jörg Schlaich, Werner Sobek und Gerkan, Marg und Partner wurden mit der Erstellung welterbegerechter Brückenentwürfe beauftragt. Für die letztgenannte Architekten-Sozietät, nach deren Entwürfen beispielsweise der Flughafen Berlin-Tegel, die Neue Leipziger Messe und der Berliner Hauptbahnhof gebaut wurden, gab Volkwin Marg am 24. Mai 2007 das Auftragsschreiben unbearbeitet an die Dresdner Stadtverwaltung zurück. Marg, der Vorsitzender des Realisierungswettbewerbs Waldschlößchenbrücke im Jahr 1997 war, begründet seinen demonstrativen vorzeitigen Ausstieg aus dem jetzigen Verfahren in einem Offenen Brief. Darin beklagt er, dass durch die Aufgabenstellung „die entwurfliche Abwägung zwischen einer Überbrückung und einer Untertunnelung für die Querung der Elbaue an dieser Stelle“ ausgeschlossen werde. Marg spricht sich gegen jegliche Waldschlößchenbrücke und für einen Elbtunnel aus.
Am 9. Juni 2007 wurden die sechs eingereichten Brückenentwürfe der Öffentlichkeit vorgestellt. Beim Vergleich mit dem Realisierungswettbewerb von 1997 fällt auf, dass einige der Entwürfe in ähnlicher Form und von denselben Bewerbern bereits damals eingereicht und zugunsten des aktuellen Entwurfes abgelehnt wurden. Zwei der Entwürfe – die Arbeiten Jörg Schlaichs und Werner Sobeks – wurden zur Präsentation auf der UNESCO-Jahresversammlung in Christchurch/Neuseeland vorgeschlagen. Das auswählende Gutachtergremium sah mit ihnen gute Chancen, die UN-Organisation umzustimmen – so die Presseagentur [ddp]. Der Geschäftsführer der Internationalen Bauausstellung Emscher Park und Mediator Karl Ganser sprach von der geplanten Brücke als „klarem, schmalen Strich“. Dieser werde gestützt von filigranen Pfeilern.
Der Stadtrat entschied, den Entwurf Jörg Schlaichs zur UNESCO-Tagung ab 23. Juni 2007 in Christchurch zu schicken. Das Regierungspräsidium lehnte ihn jedoch ab, da er nicht innerhalb der Bindefrist des Bürgerentscheids realisierbar sei. Da das Brückenbauwerk nach diesem Entwurf deutlich weniger als nach dem 1997 prämierten kosten würde, konterkarierte das RP mit der Ablehnung seine eigene im Zuwendungsbescheid formulierte Einsparungsforderung.

#### Weitere Kompromiss-Suche
Auf seiner Sitzung in Christchurch, Neuseeland beschloss das Welterbekomitee am 25. Juni 2007, das Dresdner Elbtal vorerst auf der Roten Liste zu belassen. Bis zum 1. Oktober sollte Dresden die Alternativvorschläge (incl. einer Tunnelvariante) zur Prüfung vorlegen. Die Aberkennung des Welterbetitels wurde für den Fall festgelegt, dass die Brücke nach den Plänen von 1997 gebaut würde.
Während das Regierungspräsidium ab Juni 2007 durch seine Auftragsvergaben per Ersatzvornahme die Errichtung des Verkehrszuges einleitete, zog die Stadt Dresden dagegen erneut bis vor das Oberverwaltungsgericht und scheiterte wiederum. Der Versuch, dem Kompromissvorschlag an die UNESCO eine Chance zu erhalten, indem vorerst keine vollendeten Tatsachen geschaffen werden, schlug damit fehl. Auch Bundeskanzlerin Angela Merkel lehnte eine Intervention ab. Sie meldete sich am 18. Juli 2007 erstmals in dem Streit zu Wort, indem sie ihn einen „regionalen Konflikt“ nannte, der vor Ort entschieden werden solle.
Ab Ende 2007 wurden im Einvernehmen zwischen Stadtverwaltung und Ministerpräsident Milbradt unter Mitwirkung des Frauenkirchen-Baudirektors Eberhard Burger und der Brückenarchitekten kleinere Änderungen an Statik, Beleuchtung und Tunnelportal eingearbeitet, und der dadurch verschlankte Entwurf der UNESCO als Kompromissvorschlag übermittelt. Weitergehende Umplanungen lehnte der Ministerpräsident ab.
Die Dresdner Oberbürgermeisterin Helma Orosz unternahm im Herbst 2008 wenige Wochen nach ihrem Amtsantritt einen Anlauf zur Kompromissfindung, indem Sie in einem Brief an UNESCO-Chef Bandarin die Bedeutung des Brückenreferendums von 2005 betonte und zu einem Gespräch zur UNESCO nach Paris reiste.

Demo „Welterbe erhalten – jetzt!“ am 25. März 2007

Um den Verlust des Welterbetitels zu verhindern, wurde seit dem Bekanntwerden der Bedenken der UNESCO die 1996 gestoppte Diskussion um Alternativen wieder aufgenommen. Als Impulse flossen dabei ein:
- die Entscheidung des sächsischen Wirtschaftsministers Jurk (SPD), die von seinem Vorgänger Schommer (CDU) ausgesprochene Bindung der Förderzusage an den Standort Waldschlösschen aufzuheben[9] und
- die fortschreitende Überarbeitung des die Waldschlößchenbrücke beinhaltenden Verkehrskonzepts 1994 angesichts einer neuen Verkehrsprognose (2006) und der wachsenden Feinstaubbelastung.[148]

Einen Aufruf zum Umdenken veröffentlichte (neben anderen) der Bund Deutscher Architekten (BDA), indem er im April 2007 schrieb:

„Die bisher veröffentlichten Ansichten des auffallend plumpen Brückenkörpers lassen das gesamte Ausmaß des zerstörenden Eingriffes in die Kulturlandschaft nur ansatzweise erkennen: Neben der infrastrukturellen Möblierung durch Signalanlagen und großformatige Verkehrsschilder werden Auf- und Abfahrten sowie die drei erforderlichen Tunneleinfahrten das UNESCO-Welterbe in einem weit stärkerem Maße überformen als dies bisher öffentlich dargelegt wurde. Deshalb – mit allem Respekt vor dem durch den Bürgerentscheid ausgesprochenen Votum – plädiert der BDA für eine mit dem Welterbe-Status verträgliche Lösung der Dresdner Brückenfrage. Um den Dreiklang von Elbe, Elbaue und Elbflorenz mit einer entsprechenden qualitativ hochwertigen Brückenbaukunst fortzuschreiben, ist ein die Einwände der Unesco-Welterbekommission berücksichtigender Architektenwettbewerb dringend geboten. Sinnvoll erscheint es dabei, die Wettbewerbsvorgaben für das diskutierte Mehrbrückenkonzept zu öffnen. Denn der städtebauliche und verkehrstechnische Nutzen dieser Planungsvariante ist überzeugend: Statt auf eine für das Elbtal überdimensionierte Brücke würde der innerstädtische Verkehrsfluss über zwei in den Stadtkörper zu integrierende kleinere Brücken und der Fernverkehr auf eine außerhalb des Weltkulturerbes zu platzierende Brücke geleitet. Dieses dezentrale Konzept zerstört nicht das Weltkulturerbe, entspricht einer zeitgemäßen Verkehrsführung und vermeidet den durch eine zentrale Brücke induzierten innerstädtischen Verkehrszufluß.“

Während zahlreiche Dresdner Bürger welterbeverträglichen Lösungen aufgeschlossen gegenüberstanden, lehnten viele der Brückenbefürworter eine erneute Beschäftigung mit Alternativen strikt ab. Sie beriefen sich auf den Bürgerentscheid, der – bekräftigt durch Gerichtsentscheidungen – keine Spielräume zuließe. Zudem würden Planung und Genehmigung mehrere Jahre benötigen. Mit dem Auslaufen der Bindefrist des Bürgerentscheides hat sich die Argumentation soweit verschärft, dass jetzt von diesen Seiten eine verlängerte Bindefrist für Bürgerentscheide (5 Jahre) und schärfere Konditionen für Bürgerbegehren gefordert werden. Nachdem das Argument der Bindefrist nicht mehr aktuell ist, verlagert sich der Schwerpunkt der Tunnelgegner nun darauf, den Tunnel als praktisch undurchführbar darzustellen, wobei sich die Argumente nicht auf die im Bürgerbegehren vorgelegte Tunnelplanung beziehen. Zudem stellte der sächsische ADAC-Chef und Mitinitiator des Waldschlößchenbrücken-Bürgerbegehrens Nikolaus Köhler-Totzki Strafanzeige gegen den amtierenden OB Vogel (parteilos) und gegen Baubürgermeister Feßenmayr (CDU), da sie durch die Perspektivenwerkstatt öffentliche Gelder veruntreut hätten.

### Elbtunnel

Logo „Der Elbtunnel verbindet Dresden“ des Vereins Bürgerbegehren Tunnelalternative am Waldschlößchen e. V.

Die im Verkehrskonzept ausdrücklich offen gelassene Entscheidung zwischen Brücke und Tunnel wurde zunächst ohne gründliche Erörterung zugunsten einer Brücke getroffen. Die Alternative Elbtunnel wurde erstmals eingehender untersucht, nachdem das Regierungspräsidium dies 2003 beim zweiten Anlauf zur Planfeststellung forderte. Intensive Beachtung fand die Möglichkeit einer Untertunnelung der Elbe erst, nachdem im Konflikt mit der UNESCO der Welterbetitel davon abhing.

#### Vorherige Untersuchungen
Im Zeitraum von 1990 bis 2007 wurden zur Möglichkeit der Errichtung eines Dresdner Elbtunnels acht Untersuchungen erstellt. Drei davon beauftragte die Landeshauptstadt Dresden, sie wurden von den zuständigen Ämtern begleitet. Das sind
- Planvorlage der EIBS GmbH vom August 1996: zweispuriger Volltunnel mit Straßenbahn (124 Mio. Euro Kosten),
- Planvorlage der EIBS GmbH vom Dezember 2003: vierspuriger Volltunnel mit Busführung (177 Mio. Euro Kosten),
- Gutachten vom Juni 2007 zu den bis dahin vorliegenden Planungen und Stellungnahmen verschiedener Stellen (Ingenieurbüro Bung Beratende Ingenieure Heidelberg).

Die ausführlichste Untersuchung ist die Planung von 2003. Sie erfolgte im Rahmen der Planfeststellung, als das Regierungspräsidium Dresden (RP) die Landeshauptstadt Dresden aufforderte, parallel zur eingereichten Brückenplanung auch ein Tunnelprojekt zu entwickeln. Diese Forderung wurde erhoben, da der Gesetzgeber vorsieht, öffentliche Großprojekte in Varianten und Alternativen zu untersuchen. Anhand dieser Varianten ist zu prüfen, ob die mit dem Verkehrszug angestrebten Planungsziele auch mit anderen Lösungen zu erreichen seien. Die Landeshauptstadt hatte das bis dahin versäumt.
Die Stadtverwaltung beauftragte daraufhin das Dresdner Planungsbüro EIBS GmbH, diese Machbarkeitsstudie anzufertigen. Sie entsprach im Zeichnungsmaßstab und im Detaillierungsgrad den beim RP eingereichten Brückenplänen, hatte nach Aussagen des RPs aber nur ca. 10 Prozent der Tiefe einer abgeschlossenen, genehmigungsreifen Planung erreicht.
Die Studie von EIBS kam zu dem Ergebnis, dass ein Tunnelbau an dieser Stelle grundsätzlich machbar sei, aber auch einige Nachteile habe. Der Elbtunnel würde auf Altstädter Seite im hochwassersicheren Bereich beginnen und auf Neustädter Seite an die bereits für die Brückenvariante vorgesehenen Tunnel anschließen.
Das RP äußerte weiterhin dazu „Eine unterirdische Anordnung der Verkehrsanlage wird naturgemäß den Aspekten Städtebau, Denkmalschutz und Landschaftsbild besser gerecht. Eine Beeinträchtigung von Blickbeziehungen erfolgt nicht. Nach Vollendung der Baumaßnahme ist es möglich, die vorhandene räumliche Situation im Bereich der Elbauen und des Elbhanges wieder herzustellen. In der Umweltverträglichkeit weist die Tunnellösung mit der Nichtbeeinträchtigung der Elbauen im baulichen Endzustand und hinsichtlich der Verkehrslärmemissionen offenbare Vorteile gegenüber der Brückenlösung auf. ….“
Nachteile wurden vor allem in den höheren Baukosten und in Entlüftungsgebäuden gesehen, die im Bereich der Elbwiesen angeordnet werden müssten. Eine Führung für Radfahrer und Fußgänger war – abgesehen von der Nutzung der Buslinie – in den Planungen nicht enthalten. Der Status „Welterbe“ und die daraus entstehenden Verpflichtungen zum Schutz des Kulturgutes spielten noch keine Rolle, da der Titel erst später verliehen wurde. RP und Stadt verwarfen daraufhin diese Variante.
Befürworter eines Tunnels baten im Anschluss die österreichischen Tunnelplaner des Ingenieurbüros „ILF – Beratende Ingenieure Innsbruck“, die Planungen von 1996 und 2003 insbesondere daraufhin zu überprüfen, ob sich die beschriebenen Nachteile vermeiden lassen. ILF hat im Gegensatz zu EIBS wesentlich umfangreichere Erfahrungen im Tunnelbau, so unter anderem mit dem Bau des Kanaltunnels zwischen Frankreich und Großbritannien und des Brennerbasistunnels. Ein weiteres Gutachten zu allen bis dahin vorliegenden Studien lieferte das Ingenieurbüro „BUNG – Beratende Ingenieure Heidelberg“ im Auftrag der Stadtverwaltung.
ILF und BUNG kamen ebenfalls zu dem Ergebnis, dass ein Tunnel machbar wäre. Es wurde aber ein anderes Bauverfahren vorgeschlagen, wodurch die Bau und Unterhaltskosten für die vierspurige Variante in etwa auf das Niveau der damals geplanten Brücken-Tunnel-Kombination gesenkt werden könnten. Bei Nutzung moderner Entlüftungstechnik wären keine Bauten auf den Elbwiesen notwendig. Die Beeinträchtigungen des Grundwassers wären gering, da die unterirdischen Wasserbewegungen parallel zum Tunnel verlaufen.

#### Chronologie
Planungsphase (Elbtunnel als Alternative)
Da die im vorstehenden Abschnitt erwähnten Planvorlagen für einen Elbtunnel zwar erarbeitet, aber nie in die engere Wahl gezogen wurden, konzentrierte sich die Kontroverse in den Anfangsjahren und vor dem Bürgerentscheid 2005 auf die Notwendigkeit und Sinnhaftigkeit der zusätzlichen Elbquerung an sich. Nur relativ wenig beachtete Einzelmeinungen machten sich schon damals für einen Tunnel stark, so beispielsweise Nobelpreisträger Günter Blobel, indem er äußerte, das Blaue Wunder sei durch einen Tunnel zwischen Käthe-Kollwitz-Ufer und Pillnitzer Landstraße viel effektiver zu entlasten als durch die relativ weit entfernte Waldschlößchenbrücke.
Im Zusammenhang mit der Erörterung des Planfeststellungantrags konstatierte das Regierungspräsidium im Jahr 2003: „Von Einwendern wurden darüber hinaus auch mehrfach die bereits im Vorfeld öffentlich diskutierten Alternativen zur Waldschlößchenbrücke, insbesondere die Untertunnelung der Elbe […] in das Planfeststellungsverfahren eingebracht.“
Konfliktphase 1 (Elbtunnel als Kompromissvorschlag)
Brückengegner, die unter Führung der Grünen Liga das Vorhaben bis dahin – vor allem aus verkehrsökologischen Gründen – prinzipiell bekämpft hatten, brachten ab 2006 den Elbtunnel wieder ins Gespräch und sahen ihn insofern als Kompromiss an, dass er
- einerseits die vierspurige Verkehrsverbindung am umstrittenen Standort schaffe, wenn auch mit planungstechnisch bedingter zeitlicher Verzögerung und eventuellem finanziellem Mehraufwand, und
- andererseits die kulturlandschaftliche Qualität des Elbtals (für die Naherholung und als Welterbe) erhalte, wenngleich die verkehrsökologischen Nachteile bestehen blieben und durch die Benachteiligung der nichtmotorisierten Verkehrsteilnehmer sogar verstärkt würden.[155]

Brückenbefürworter hielten den Kompromissvorschlag für unaufrichtig, da sie dahinter eine Taktik vermuteten, mit der diese Elbquerung letztlich völlig verhindert werden solle. Zumindest würde nach ihrer Überzeugung das Vorhaben durch die erforderliche neue Planfeststellung unzumutbar verzögert und verteuert. Aus welcher Motivation heraus eine Elbquerung generell verhindert werden solle, darauf gaben die Brückenbefürworter keine Antwort. Im Zuge des öffentlichen Streits bestand ihre Argumentation hauptsächlich darin, den Elbtunnel als nicht realisierbar darzustellen und – teilweise – die Tunnelbefürworter mit den Stigma unvernünftiger „Steinewerfer“ zu belegen, so dass weniger über die Vorteile der eigenen Variante gesprochen werde als vielmehr über die Unmöglichkeit der anderen.
Tunnelbefürworter hingegen fanden es scheinheilig, dass unter Hinweis auf das Dresdner Mobilitätskonzept ausgerechnet diejenigen als Fürsprecher von Fußgängern und Fahrradfahrern aufträten, die im Dresdner Stadtrat 1999 für die Streichung der Straßenbahnverbindung und 2003 auch für die Streichung der Straßenbahn-Option aus den Waldschlößchenbrücken-Planungen votierten.
Den Vorschlag der Grünen Liga, bei Umwandlung des Projekts in einen Elbtunnel auf sämtliche Klagen gegen die Waldschlösschen-Elbquerung zu verzichten, akzeptierte Ministerpräsident Milbradt im Herbst 2007 nicht.
Konfliktphase 2 (Elbtunnel per Bürgerbegehren)
Am 11. März 2008 übergaben Tunnelbefürworter nach dem Ende der Bindefrist des alten 2005er Bürgerentscheids die ersten 40.000 Unterschriften an die Stadtverwaltung, die zugunsten eines neuen Bürgerentscheids gesammelt wurden. Die dabei vorgelegte Fragestellung zugunsten eines Elbtunnels wurde vom Regierungspräsidium als irreführend und deshalb unzulässig bezeichnet. Eine aktuelle Untersuchung der TU Dresden widerlegt jedoch die meisten der gegen die Tunnellösung angeführten Kritikpunkte.
Auch der Fachrat Dresdner Welterbe veröffentlichte eine unterstützende Stellungnahme, woraufhin wiederum Stadtverwaltung und Ingenieurkammer ihre Positionen darstellten.
Seit Anfang April 2008 stand fest, dass das Bürgerbegehrens-Quorum (21.021) mit mehr als 35.000 gültigen Unterschriften deutlich überschritten wurde. Die Verwaltung erstellte eine Vorlage, die dem Stadtrat vorschlug, das Bürgerbegehren wegen inhaltlicher Mängel für unzulässig zu erklären, Tunnelbefürworter legten ein ausführliches Rechtsgutachten gegenteiliger Auffassung vor. Der Stadtrat entschied am 22. April 2008 mit 38 zu 30 Stimmen für „zulässig“, wogegen der amtierende Oberbürgermeister Vogel Widerspruch einlegte. Nachdem der Stadtrat in der Folgewoche sein Votum wiederholte und der OB seinen Widerspruch aufrechterhielt, entschied das Regierungspräsidium am 12. Juni zugunsten der Unzulässigkeit des neuen Bürgerbegehrens. Mit dem Versuch, den Bürgerentscheid per gerichtlicher Eilentscheidung durchzusetzen, scheiterten die Tunnelbefürworter in erster Instanz im Mai und in zweiter im September 2008. Im Falle eines neuen Bürgerentscheids wäre unter günstigen Bedingungen (Übernahme der Mehrkosten durch den Bund etc.) eine Pro-Tunnel-Mehrheit möglich gewesen. Dies ergab im August 2008 eine repräsentative Telefonumfrage der TU Dresden unter reichlich 700 Einwohnern der Landeshauptstadt.

#### Tunneldiskussion
Brücken- und Tunnelbefürworter bezogen sich auf unterschiedliche Planungen: Die von den Tunnelbefürwortern vorgelegten Tunnelpläne bezogen sich größtenteils auf die EIBS-Machbarkeitsstudie von 2003 und weisen folgende Merkmale auf:
- Die begonnenen Bauarbeiten seien in den Tunnelbau weitgehend integrierbar.
- Eine Neubearbeitung der Planfeststellungsunterlagen wäre nur für 15 % der Planung erforderlich.
- Ein Abriss vorhandener Gebäude sei nicht erforderlich.
- Die Tunnelabluft könne gereinigt werden und zur Ableitung erforderliche Bauten können in die umliegende Bebauung integriert werden.
- Der Tunnelbau beeinträchtige den Schiffsverkehr der Elbe nicht.
- Der Tunnel wäre bis 2012 realisierbar gewesen.
- Die Kosten des Tunnels können in der Größenordnung der Kosten der Brücke gehalten werden. Direkte Kostenvergleiche seien nur bei Kompatibilität sinnvoll.
- Ein Tunnelanstieg von 5 % sei auch bei 3,5 m Überdeckung ausreichend und genehmigungsfähig.
- Ein Tunnel sei mindestens ebenso hochwassersicher wie die geplante Brücke.
- Die Wartungs- und Betriebskosten entsprächen in etwa denen der Brücke.
- Der Tunnel würde vom Bund finanziell in der gleichen Weise unterstützt wie die Waldschlößchenbrücke.

Die vom Regierungspräsidium sowie der Bürgerinitiative pro Waldschlößchenbrücke vorgebrachten Kritikpunkte bezogen sich auf andere, wesentlich ungünstiger ausfallende Planungen. Damit kam es zu der Situation, dass Tunnelgegner und -befürworter ihre Kontroverse nicht über denselben Tunnel führten.
In einer Fachklausur der TU Dresden vom 6. März 2008, die mit mehr als einem Dutzend anerkannten Fachleuten besetzt war, wurde die geplante Tunnellösung in den oben aufgeführten Punkten bestätigt und zusammengefasst. Nach einer Aussprache der die Fachklausur leitenden TU-Professoren Wolfram Jäger und Rainer Schach mit Vertretern des Ingenieurbüros BUNG, der Stadtverwaltung und des Regierungspräsidiums wurde seitens der Stadt unter anderem verlautbart, die Erörterung der strittigen Punkte habe insbesondere ergeben, dass eine Tunnelfertigstellung 2012 unrealistisch sei und frühestens 2015 denkbar wäre. Dem widersprach Jäger öffentlich, indem er sagte, dass die Ergebnisse der Fachklausur nicht zurückgenommen wurden und das Resultat der Aussprache durch die Stadt falsch dargestellt worden sei.

#### Bewertung
Für einen Elbtunnel am Waldschlösschen sprach beim Vergleich der Ausweichvarianten, dass die Landschaft geschont und der Welterbe-Titel nicht gefährdet würde sowie wegen der identischen Einbindung ins Straßennetz
- keine Abstriche hinsichtlich der Leistungsfähigkeit für den MIV gemacht werden müssten und
- mit einer Vereinfachung der Planfeststellung zu rechnen wäre.

Außerdem wurden als Vorteile genannt, dass ein Tunnel im Gegensatz zu den (Gabel-)Pfeilern der Brücke keinen Strömungswiderstand hat und kein Hindernis für mögliches Treibgut darstelle und dass mit ihm (falls ohne Fußgänger-Mittelröhre) nicht die Gefahr der Schließung der naheliegenden Elbfähre vergrößert würde. Allerdings wurden auch die Brückenplanungen den Erkenntnissen des Hochwassers von 2002 angepasst – ein ohnehin sehr seltenes Hochwasser gleicher Größenordnung könnte die Waldschlößchenbrücke nun nicht mehr gefährden.
Für eine weitere Dresdner Elbbrücke (unabhängig vom Standort) sprachen hingegen die Argumente, dass
- sie auch von Fußgängern und Radfahrern genutzt werden könne, sowie
- spektakuläre Tunnelunfälle der letzten Jahre die vermeintlichen Risiken dieser Verkehrswege ins Bewusstsein rückten.

Da die Innenstadt-Brücken durch den Bau der stadtnahen A17 stärker entlastet wurden als es die Prognose für die Auswirkung der Waldschlößchenbrücke vorhersagte, sind nunmehr vor allem jene Standorte interessant, die sich insbesondere als Entlastung oder Ersatz des Blauen Wunders eignen.
Für eine solche Elbbrücke östlich des Stadtzentrums existieren als Standort-Vorschläge
- Laubegast–Niederpoyritz und Thomas-Müntzer-Platz, beide aus dem Mehrbrückenkonzept von Ex-Baubürgermeister Gunter Just, und
- die unmittelbare Nachbarschaft des Blauen Wunders (eine „Schwesterbrücke“ als Kopie/„Zitat“ oder Pendant), stromaufwärts in Vor-Wende-Zeiten erwogen,[169] stromabwärts 2006 durch Ulrich Thormann vorgeschlagen.[170]

Die das Ausmaß der Blickbeziehungsstörung und Landschaftszerteilung (wesentlichste UNESCO-Beanstandungen) sowie der Umweltschädigung mit beeinflussende Talbreite (Elbe plus Elbwiesen) beträgt an diesen vier betrachteten Stellen zwischen 250 und 450 Metern (am Waldschlösschen fast 800 Meter). Es wurden aber bisher für keinen der Alternativ-Standorte die Problem-Kriterien wie Verkehrswirksamkeit, Umweltschutz, Anwohnerschutz, Landschafts-(Welterbe-)Verträglichkeit usw. eingehend untersucht. Bei Laubegast kommt hinzu, dass mit der Jahrhundertflut 2002 klar wurde, dass die Brücke bei einem solchen Ereignis nicht mehr erreichbar wäre. Bei „kleineren Fluten“ wie dem Hochwasser 2006 hingegen gäbe sie dem sonst annähernd zur Insel werdenden Stadtteil eine wichtige Verbindung zur Außenwelt.
Hinsichtlich der Kosten war wegen widersprüchlicher Schätzungen nur Weniges unumstritten:
- Es bestand weitgehend Übereinstimmung darüber, dass ein vierspuriger Elbtunnel am Waldschlösschen mindestens genauso teuer wäre wie die geplante Brücke. BUNG ging in seinem Gutachten u. a. von Tunnelmehrkosten von mehreren Dutzend Millionen Euro aus. Diese Mehrkostenschätzung wurde im Verlauf des Baufortschritts mehrfach angepasst und hat sich durch die Eröffnung der Brücke 2013 erübrigt.
- Bezüglich alternativer Standorte wurde bisher von keiner Seite versucht, eine Aussage zu widerlegen, die schon beim Brückenworkshop 1996 unwidersprochen blieb: Jede der anderen erörterten Brücken wäre kürzer und nur zweispurig sinnvoll und damit erheblich kostengünstiger.[6] Zusätzlich wurde dazu mitunter auf die neu errichteten Brücken der sächsischen Städte Torgau (1993 – ca. 15,5 Mio. €), Meißen (1997 – ca. 14 Mio. €) und Pirna (1999 – ca. 37 Mio. €) verwiesen.

## Weitere Kontroverse

### Zur Tunnelalternative
Mit dem Bürgerbegehren für den Elbtunnel entwickelte sich ein Wettstreit beider Parteien, die öffentliche Meinung und damit die Wählerschaft in einem eventuellen neuen Bürgerentscheid zu beeinflussen. Während die Tunnelbefürworter Vorteile und Machbarkeit eines Tunnels darlegten und über die Bedeutung des Welterbetitels informierten, war die Argumentation der Brückenbefürworter (Bürgerinitiative pro Waldschlößchenbrücke) hauptsächlich darauf ausgelegt, den Elbtunnel als unpraktikabel und die Brückengegner als unvernünftig darzustellen.

### Zur deutschlandweiten Bedeutung
In einem offenen Brief stellte die Bundesregierung am 28. März 2008 fest:
1. „Eine Streichung des Dresdner Elbtals aus der Welterbeliste würde das Ansehen Deutschlands und das Verhältnis Deutschlands zur UNESCO erheblich beeinträchtigen.“
2. „Die Verantwortung für den Bau der Waldschlösschenbrücke [liegt] bei der Landeshauptstadt Dresden und beim Freistaat Sachsen.“
3. „Die Welterbekonvention ist 1976 gemäß … der so genannten „Lindauer Absprache“ ratifiziert worden, d. h. die Länder haben damals ihr Einverständnis … gegeben. Damit sind auch die Länder … an die Welterbekonvention gebunden.“

Offen bleibt zum Punkt 3. allerdings die genaue Stellung der neuen Bundesländer, weil diese 1976 noch nicht existierten und der Einigungsvertrag keine diesbezügliche Regelung enthält. Außerdem ist die Rechtsgültigkeit der Lindauer Absprache (deren Verfassungskonformität; siehe ebendort) nicht unumstritten, so dass möglicherweise eine verfassungsgerichtliche Auseinandersetzung droht, falls der Bund wie vom damaligen Verkehrsminister Tiefensee angedroht die für die Brücke geflossenen 80 Mio. € Fördermittel zurückfordern sollte.
Am 3. Juni 2008 veröffentlichten die Künstler Günter Grass, Durs Grünbein, Christoph Hein, Rolf Hoppe, Klaus Staeck, Martin Walser und Wim Wenders einen offenen Brief an die Bundeskanzlerin, in dem sie appellierten, „alles zu tun, um irreparablen Schaden am einmaligen Dresdner Erbe, am Ruf unseres Landes als Kulturnation und an der Verlässlichkeit Deutschlands in Völkerrechtsfragen zu verhindern.“

### Zum „Brücken-Dschihadismus“
Angesichts einer wachsenden Zahl von Strafanzeigen gegen Unbekannt im Umfeld der Baustelle (siehe Waldschlößchenbrücke#Bauarbeiten) erhob im Mai 2008 der sächsische Justizminister Geert Mackenroth den Vorwurf, „manche Gegner der Brücke müssten sich die Frage gefallen lassen, ob sie die geistigen Väter von denjenigen seien, die im Umfeld der Brückenbaustelle Straftaten begehen“. Mackenroth, der in diesem Zusammenhang von „Brücken-Dschihadismus“ gesprochen hatte, wurde deswegen von den sich zur Gewaltlosigkeit bekennenden Brückengegnern kritisiert. Eva Jähnigen vom Landesvorstand der sächsischen Grünen entgegnete: „Wer Andersdenkende mit den Attentätern des 11. Septembers vergleicht, muss sich eine gestörte Wahrnehmung vorwerfen lassen.“

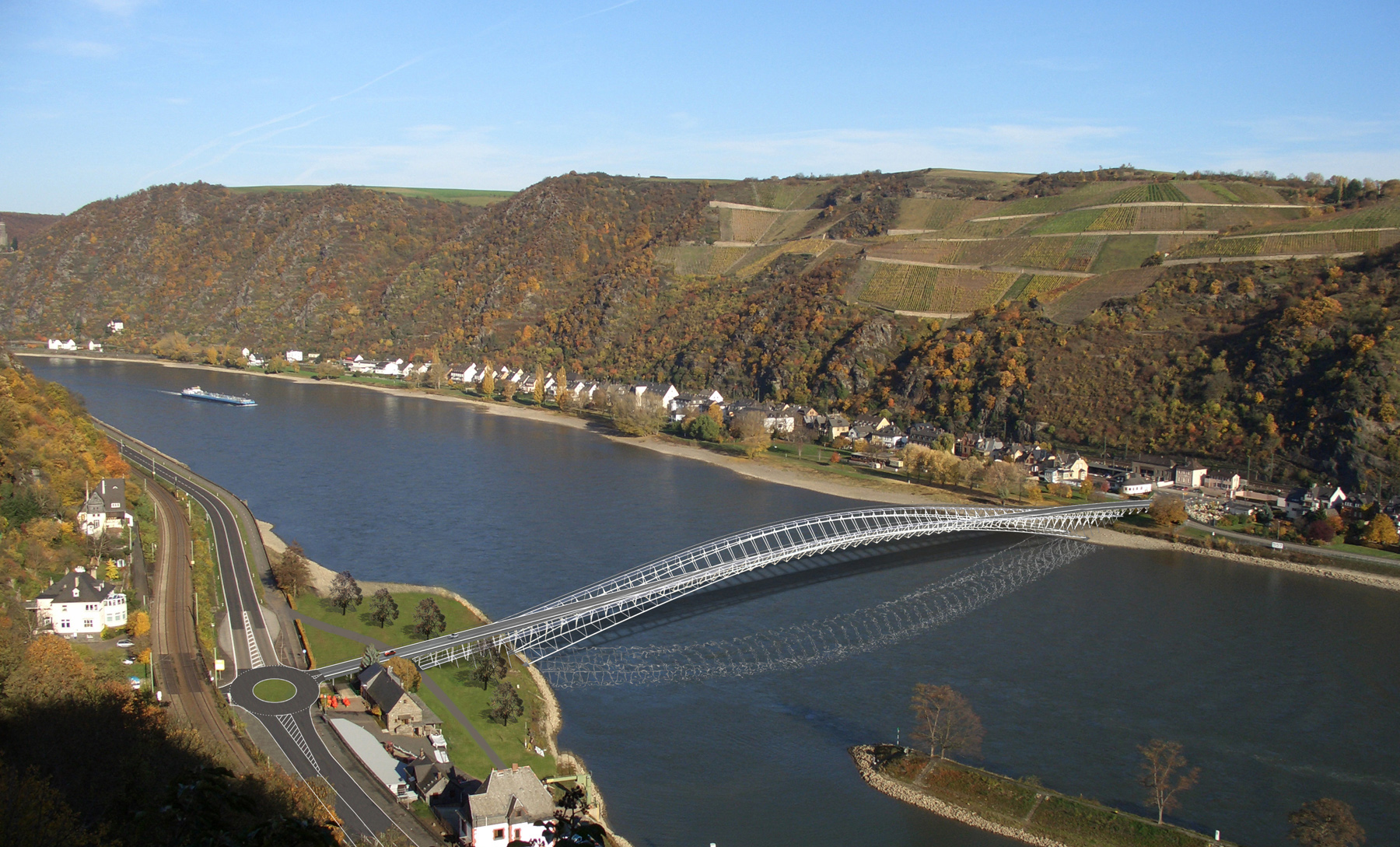
Mittelrheinbrücke, Planungsvariante der Uni Stuttgart

### Zur Welterbe-Verträglichkeit der Mittelrheinbrücke
Ein weiterer Diskurs ergab sich im Sommer 2010 nach der UNESCO-Entscheidung, dass im Welterbe Oberes Mittelrheintal, wo man seit Jahren wegen der geplanten Flussquerung um den Verlust des Titels bangte, die Errichtung der Mittelrheinbrücke unter Beibehaltung des Welterbetitels erlaubt wird. Laut Dresdner Presse sei „[…] dort, und das ist der größte Unterschied, […] erfolgreich mit der Landschaft geplant [worden], nicht gegen sie.“ Zudem sei man an der Loreley diplomatischer vorgegangen: „Die Rheinländer haben von Anfang an einvernehmlich mit der Unesco zusammengearbeitet […].“

### Anlässlich des Einschwimmens des Brückenmittelteils
Als im Dezember 2010 das am Ufer vorgefertigte Brückenmittelteil eingeschwommen wurde (Brückenschlag), versammelten sich Vertreter beider Lager in der Nähe der Baustelle. Während die oberste Vertreterin des Bauherrn Landeshauptstadt Dresden, Oberbürgermeisterin Helma Orosz, von einer „technischen Meisterleistung à la couleur“ sprach, präsentierten Brückengegner das Brecht-Zitat „Unsichtbar wird die Dummheit, wenn sie genügend große Ausmaße angenommen hat.“
Auch die ungeklärte Schreibweise-Frage – Schlößchen/Schlösschen nach alter oder neuer Rechtschreibung – flackerte wieder auf. Während die Landeshauptstadt auf der in den 1990er-Jahren geprägten ß-Version beharrt, verteilte das sächsische Verkehrsministerium „Brücken-Souvenirs“ der Waldschlösschenbrücke.

### Im Vorfeld der Verkehrsfreigabe
Im Juli 2011, etwa ein Jahr vor der ehemals geplanten Verkehrsfreigabe und wenige Wochen vor dem Beginn der Hauptverhandlung der Klage der Umweltverbände am OVG, ermittelte das Institut für Kommunikationswissenschaft der TU Dresden erneut (so wie regelmäßig seit mehr als 15 Jahren davor) die Meinung der Dresdner zur Brücke durch eine repräsentative Befragung. Dabei wurde mit 75 % Zustimmung erstmals die bisherige Rekordmarke vom Februar 1996 (67 % Zustimmung) übertroffen.
Für Unmut sorgt die von Baubürgermeister Jörn Marx im September 2011 bekanntgegebene Planung, dass Sanierung und Ausbau der südlichen Hauptzufahrt Fetscherstraße erst Monate oder Jahre nach Inbetriebnahme der Brücke erfolgen sollen.
Im Frühjahr 2013 begannen im Vorfeld der Fertigstellung Diskussionen, ob die Stadt nicht besser auf eine Eröffnungsfeier verzichten sollte.

#### Namensfindung
Nach dem Aufruf zur Suche des offiziellen Namens für die Brücke kamen Vorschläge unter anderem von Kabarettist Uwe Steimle („Luftschlösschenbrücke“, „Weltkulturerbe-Brücke“), Comedian Mario Thiel („Die Unvollendete“) und Kabarettist Wolfgang Schaller („Trauriges Wunder“).
Nach längerer Diskussion zwischen Sommer 2011 und 20. Januar 2012 entschied sich der Dresdener Stadtrat dafür, den bisher schon inoffiziell verwendeten Namen Waldschlößchenbrücke als offizielle Bezeichnung der Brücke zu nehmen.

## Der Brückenstreit als politisches Thema

### Dresdner Kommunalpolitik

#### Hauptakteure
Sammelbecken im Brückenstreit waren die im Vorfeld des Bürgerentscheids 2005 konstituierten Gruppierungen „Bürgerinitiative Pro Waldschlößchenbrücke“ (federführend: Nikolaus Köhler-Totzki/ADAC und Jurist Hans-Joachim Brauns) und „Koalition gegen die Waldschlößchenbrücke“ (federführend: Musiker Thomas Friedlaender). An die Stelle der zweitgenannten Gruppierung trat in den Jahren nach dem Bürgerentscheid die Grüne Liga Sachsen e. V. mit ihrem „Brückenbeauftragten“ Achim Weber († 8. Januar 2010) und die Dresdner Welterbebewegung vertreten durch Thomas Löser.

#### Polarisierung der Bürgerschaft

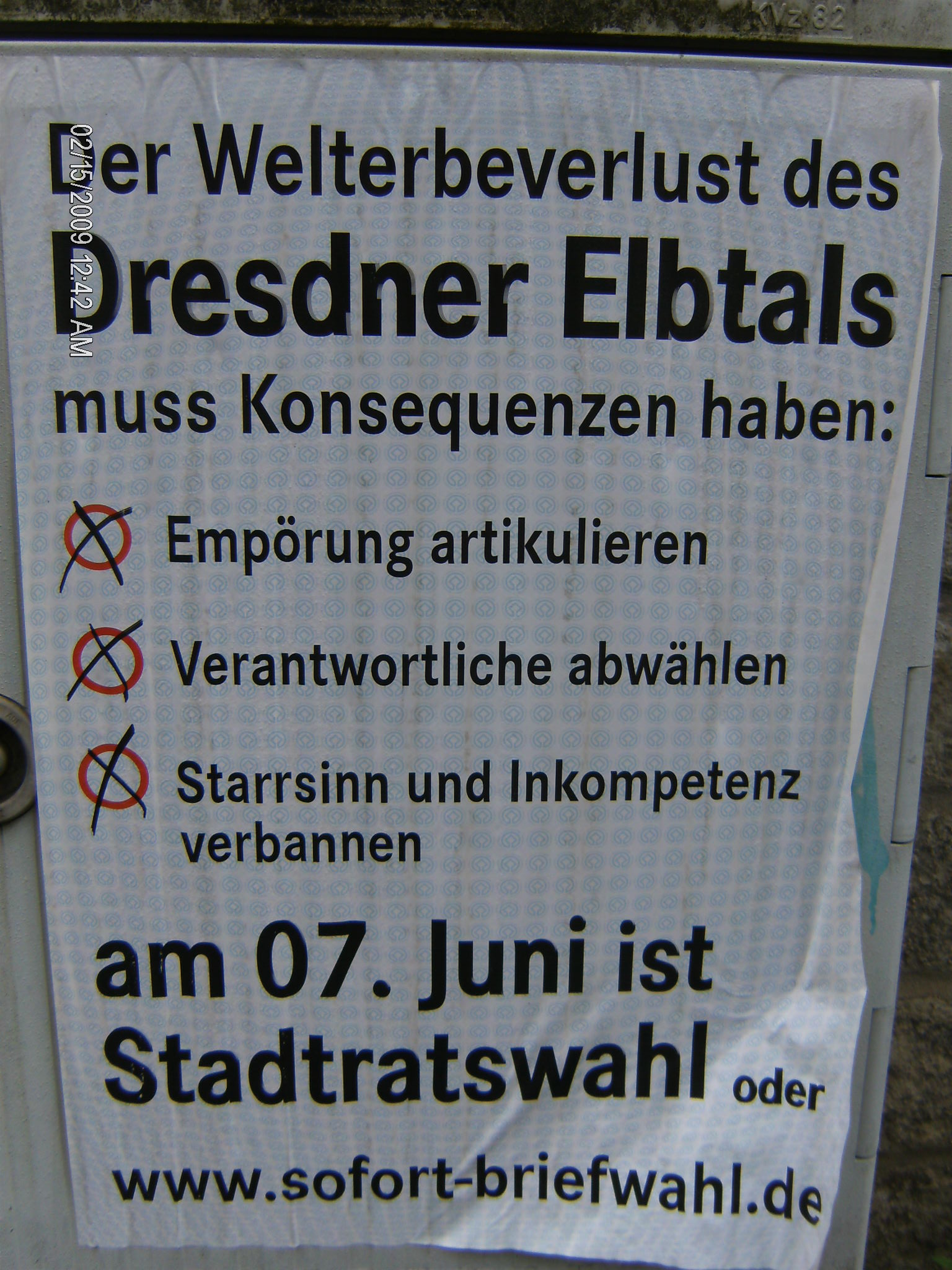
Wahlkampfplakat im Juni 2009

Nachdem der Streit schon zehn Jahre lang geschwelt hatte, kam es im Umfeld des Bürgerentscheids 2005 und des im Folgejahr eskalierenden Konflikts mit der UNESCO zu einer Frontenbildung, Verhärtung und Polarisierung, die lange Zeit die Dresdner Einwohnerschaft spaltete. Zahlreiche andere politische Willensbildungen wie OB- und Kommunalwahlen wurden von dem Thema überlagert; von der jahrelangen Beschäftigung mit ihm fühlte sich so mancher Bürger genervt und so mancher Abgeordnete überlastet. Und auf Zusammenkünften wie Firmen- und Familienfeiern war das Anschneiden der Thematik fast immer ein Tabu und führte zu z. T. hartnäckigen Konfrontationen.
Angesichts der tiefgehenden Spaltung der Dresdner Bevölkerung versuchte die Evangelische Kirche, versöhnend auf die Streitenden einzuwirken, indem sie zu entsprechenden thematischen Gebetsveranstaltungen in die Kreuzkirche einlud. Zudem richteten die beiden Dresdner Superintendenten Peter Meis und Albrecht Nollau im Jahr 2008 gemeinsam offene Briefe zum Thema Waldschlößchenbrücke an den sächsischen Innenminister Albrecht Buttolo und an die designierte Dresdner Oberbürgermeisterin Helma Orosz. Als Vertreter der katholischen Kirche hatten sich 2006 Bischof Joachim Reinelt und Generalvikar Konrad Zdarsa deutlich für die Umsetzung des Pro-Brücke-Bürgervotums ausgesprochen, letzterer legte in diesem Zusammenhang auch sein Mandat im Kuratorium Welterbe Dresdner Elbtal nieder. Zudem haben Dresdner Professoren durch Diskussionen und Veröffentlichungen versucht, die Auseinandersetzungen zu versachlichen.

#### Selbstbild und Konfliktfähigkeit der Kontrahenten

Logo der Koalition gegen die Waldschlößchenbrücke

Im Selbstbild sahen Vertreter beider Lager im Brückenstreit jeweils die eigene Seite ausdrücklich in der Tradition der friedlichen Revolution von 1989 und der Gruppe der 20 stehend und deren Erbe durch einen ungünstigen Ausgang des Brückenstreits in Gefahr. Die einen, indem sie im Zusammenhang mit dem Bürgerentscheid auf die Errungenschaft der Demokratie verwiesen, die anderen, indem sie betonten, dass „bürgerschaftliches Engagement […] ein unverzichtbares Gut im demokratisch verfassten Gemeinwesen [ist … und …] auch ein bestimmender Faktor für die Beantragung und Verleihung des Welterbetitels [war].“
Der Journalist Michael Bartsch beurteilte in Dresdner Hefte 94 (siehe Literatur) die Konfliktfähigkeit der Kontrahenten wie folgt:

„Es sind generelle Probleme der jungen, ungewohnten […] Demokratie in den östlichen Landesteilen. Sie stecken hinter den abwehrenden Handbewegungen oder den resignierten bis sarkastischen Bemerkungen, wenn die Rede heute auf den Brückenstreit zu Dresden kommt. Ein eigenes Mitversagen mag niemand eingestehen, auch der Bürger nicht, der es aufgegeben hat, sich über die komplexen Fragestellungen noch zu informieren. Stattdessen wird die Verantwortung für das Scheitern einer tatsächlich Brücken schlagenden Lösung stets an die Andersdenkenden delegiert.“

### Welterbe in Sachsen
Für neue Welterbebewerbungen sächsischer Stätten (beispielsweise Hellerau und Erzgebirge) sind Nachteile feststellbar, da – vor allem bei den politisch Konservativen – der Welterbegedanke durch die Konfrontation mit der UNESCO Schaden erlitten hat.

### Kosten des Rechtsstreits
Wie eine Anfrage Ende 2017 im sächsischen Landtag ergab, betragen die bis dahin angefallenen und bekannten Kosten für den Rechtsstreit
- 331.000 € für den Freistaat Sachsen und
- 007.016 € für die Grüne Liga.

## Zitate
„Der Verlust des Welterbetitels ist verkraftbar.“

„einzigartiger Akt der kulturellen Selbstverstümmelung“

„Die totalitären Eliten“

„Ich finde den ganzen Vorgang […] ein derartiges Paket von Provinzialismus, es ist wirklich sehr traurig.“

„Hätte man die Brücke, so wie sie ist, von der Form als Stollen konzipiert, wir Dresdner hätten sie zum Fressen gern.“

„Natürlich ist Dresden Weltkulturerbe. Aber natürlich muss Demokratie Vorrang haben. Und wenn Menschen abgestimmt haben, wenn eine Mehrheit da ist, da muss eine Lösung gefunden werden“

„Der Stadt Dresden entsteht der größte Schaden dann, wenn sich unter Touristen herum spricht, dass man in der Stadt Dresden verkehrsmäßig nicht voran kommt […]. Genau das wäre die Konsequenz, wenn die Brücke nicht stattfinden würde.“

„»Fiat iustitia, et pereat mundus – Recht muss geschehen und wenn die Welt darüber zugrunde geht.« […] können sie sich in Dresden in großen Lettern an die Waldschlösschenbrücke nageln, wenn das umstrittene Bauwerk dann […] das schöne Elbtal durchschneidet.“

„Natürlich wissen wir nicht, wie spätere Generationen das Brückenbauwerk einschätzen werden. Mit einiger Sicherheit aber wird man an dem Bauwerk die Überheblichkeit ablesen können, mit der sich Politiker unter Berufung auf einen Vollzug demokratischen Willens gegen weltläufige Einsichten durchgesetzt haben, nicht zuletzt um zu zeigen, wer hier Herr im Hause ist und in der Erwartung, dass morgen schon der ganzen Welt willkommen sein wird, was heute einem lokalen Egoismus angemessen erscheint“

„Am Ende haben die Gegner doppelt verloren, sie mussten Brücke und Welterbeverlust einstecken.“

„Hat man uns doch vor Jahren schon – nur wegen einer überall üblichen Stadtzerstörungsmaßnahme – den Weltgeltungstitel aberkannt. Was hier freilich nur denen weh tut, die das zu verhindern suchten. Wogegen sich die Dünkeldresdner (Kraftfahrzeugkennzeichen: DD) natürlich auch ohne Weltgeltungstitel für weltbedeutend halten“

## Rezeption

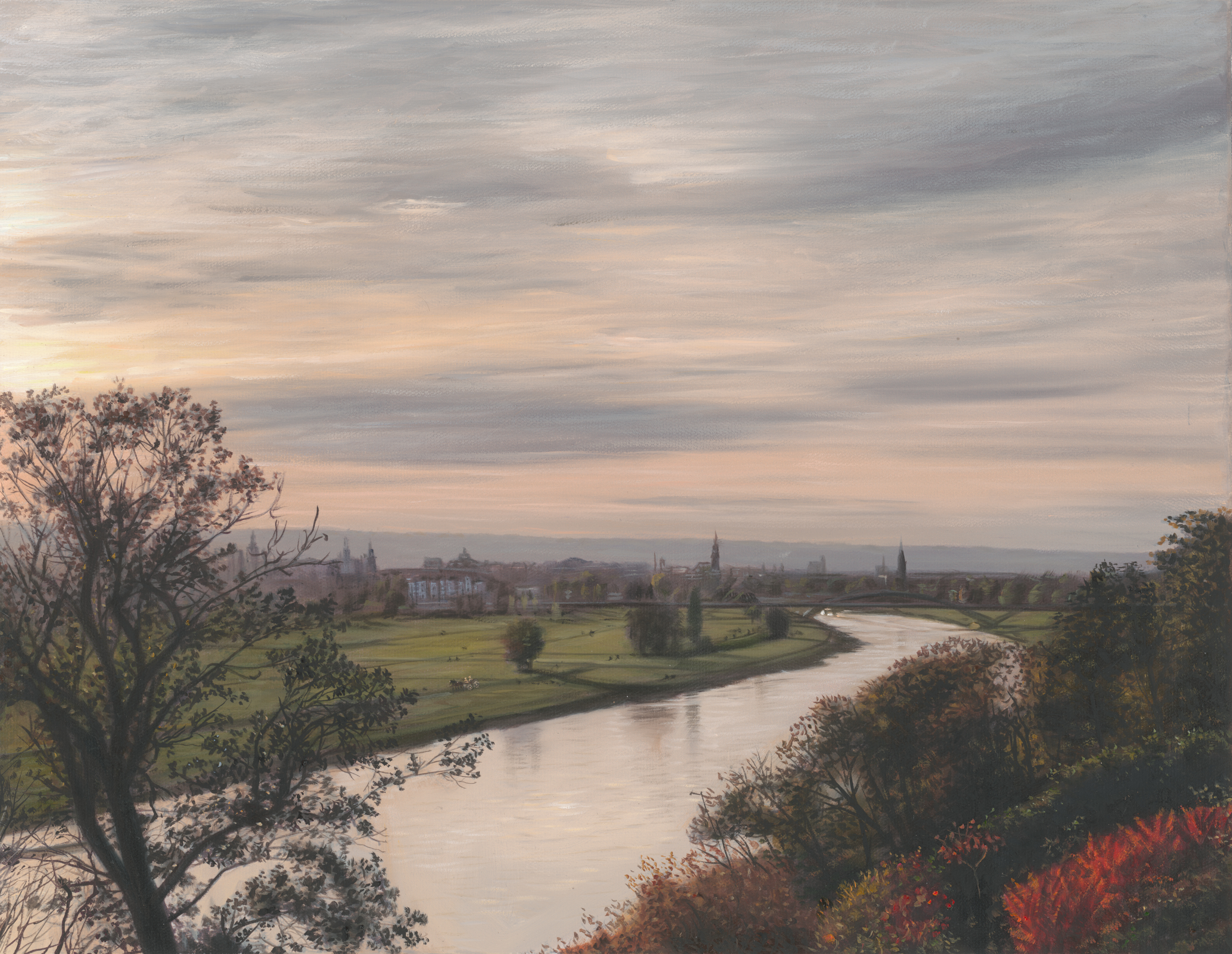
Der Dresdener Brückenblick, Öl auf Leinwand, 2020. Das Bild zeigt die Waldschlössschenbrücke als dunkle Silhouette und spielt mit seinem ästhetisierten Blick aufs Dresdener Elbtal ironisch auf den Dresdener Brückenstreit an.

Aus wissenschaftlich-stadtplanerischer Sicht befasste sich eine Seminarreihe der Bauhaus-Universität Weimar mit dem Thema. Journalistisch-literarisch wurde der Brückenstreit unter anderem von Thomas Rosenlöcher und Patrick Wilden aufgegriffen. Als bildende Künstlerin reagierte Erika Lust 2009 mit dem zeitweise verbotenen Gemälde Frau Orosz wirbt für das Welterbe.
Die spätere sächsische Wissenschaftsministerin Sabine von Schorlemer publizierte ein Resümee des Brückenstreits im Jahrbuch German Yearbook of International Law, Ausgabe 2009. In ihrer ausführlichen Analyse des Konfliktes mit der UNESCO kommt sie zu dem Schluss, dass die Haltung der Dresdner und Sächsischen Verantwortlichen nicht durch das Völkerrecht gedeckt ist.